# Zimmermann-távirat

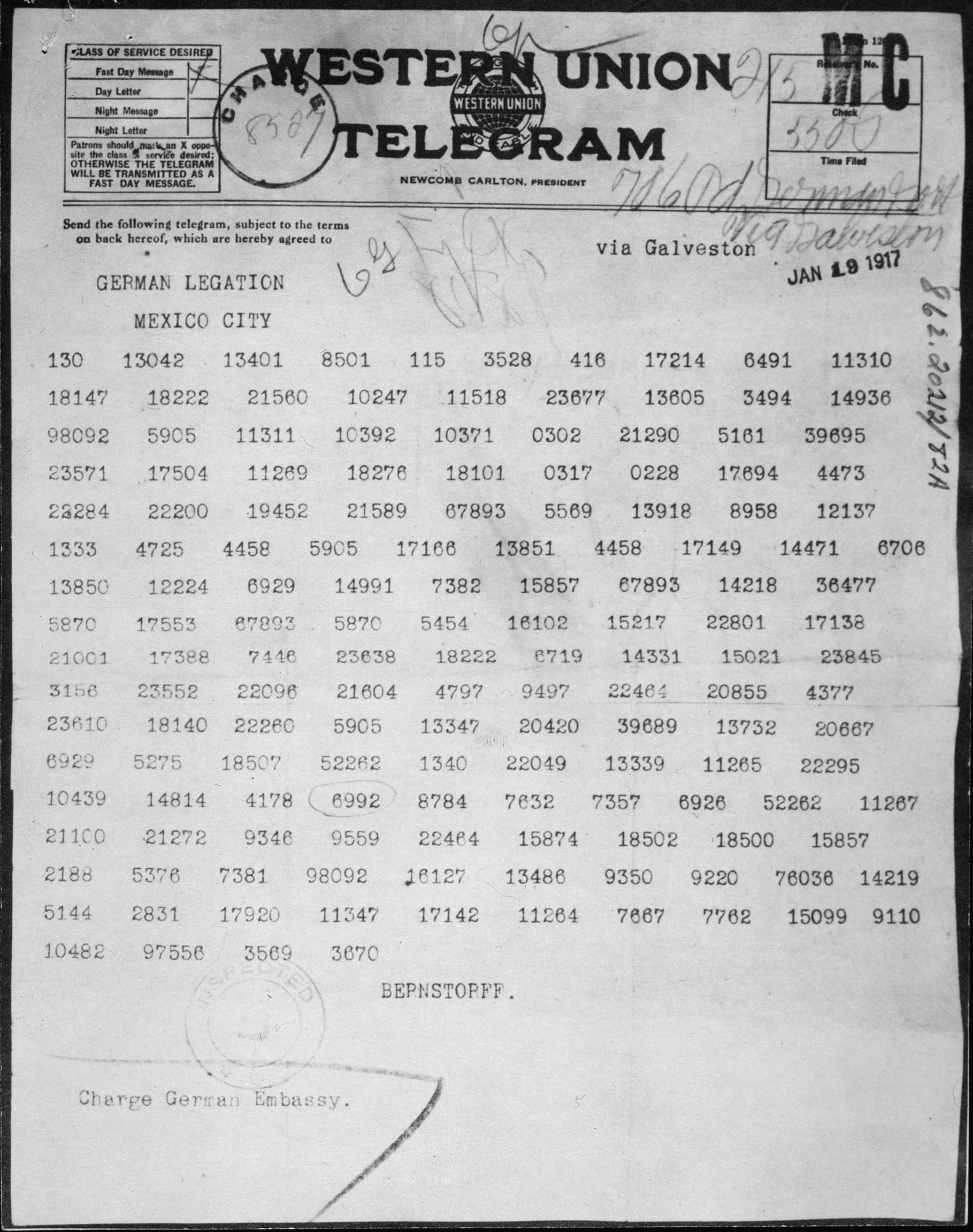
A Zimmermann-távirat Washingtonból Mexikóvárosba Heinrich von Eckardt nagykövetnek továbbított, kódolt példánya

A Zimmermann-távirat egy titkosított német diplomáciai üzenet volt az első világháború idején, melyben az Arthur Zimmermann vezette német külügyminisztérium 1917 januárjában arra utasította a mexikóvárosi német követet, hogy amennyiben az Egyesült Államok – a megindítani szándékozott korlátlan tengeralattjáró-háború okán – hadat üzenne Németországnak, akkor ajánljon katonai szövetséget Mexikónak. A német elképzelés szerint Mexikónak ezen túl meg kellett volna próbálnia a csendes-óceáni térségben az USA riválisának számító Japánt átállítani a központi hatalmak oldalára. Ennek keretében Németország támogatásáról biztosította Mexikót a harcban és az ajánlat szerint amennyiben Mexikó területeket tudott volna elfoglalni Texas, Arizona és Új-Mexikó szövetségi államokból, úgy azok Mexikóhoz való visszacsatolását Németország elismerte volna. A császár és – minden valószínűség szerint – a kancellár tudta nélkül megfogalmazott és elküldött ajánlat nagyrészt egy 1916-os mexikói ellenzéki küldöttség, az Enrile-misszió szövetségi ajánlatának átvétele volt, annyi különbséggel, hogy az ott visszaszerzendőként említett területek közül kihagyták Felső-Kaliforniát, mivel az elképzelés szerint abból Japán részesülhetett volna. A valószerűtlen ajánlat hátterében az állt, hogy a tengeralattjáró-háború fokozását ellenző, de a vitában alulmaradt külügyminisztérium igyekezett javítani a megromlott kapcsolatát a katonai vezetéssel és eredményt akart felmutatni az új irányvonal támogatásában.
A háború első napjaiban a britek az összes tenger alatt futó transzatlanti kommunikációs kábelüket elvágták, a németek ezért külföldi segítséggel, az USA berlini nagykövetségének közvetítésével küldték el az üzenetet a washingtoni nagykövetségükre, ahonnan azt a Mexikóvárosban lévő német külképviseletre továbbították. A táviratot már elküldésének napján elfogta a semleges államok – köztük az USA – táviratforgalmát megfigyelés alatt tartó brit hírszerzés és nagy pontossággal meg tudta fejteni annak tartalmát. Miután a korlátlan tengeralattjáró-háború meghirdetése a brit várakozásokkal ellentétben nem vonta magával az USA hadba lépését, a távirat Washingtonnak való átadásával igyekeztek ezt elősegíteni. Eközben igyekeztek azt leplezni, hogy a szöveg brit forrásból származik és azt is, hogy a németek legbiztonságosabbnak hitt kódjait is képesek feltörni.
A háborúból kimaradás kampányszlogenjével 1916-ban választást nyert Woodrow Wilson elnök a korlátlan tengeralattjáró-háború 1917. február 1-i meghirdetését még nem találta igazolható oknak az USA hadba lépéséhez, amit inkább egy, a Lusitania elsüllyesztéséhez hasonló, amerikai állampolgárokat érintő és közfelháborodást keltő katasztrófához kötött volna. Mivel azonban ilyen nem adódott, a február végén elé tárt Zimmermann-táviratot vélte ehhez megfelelő incidensként beállíthatónak. A Zimmermann-táviratról március 1-én adtak hírt az amerikai lapok. Más lehetőséget nem látva a német külügyminisztérium már másnap sajtóközleményben ismerte el, hogy valóban elküldött egy szövetségre való felkéréssel kapcsolatos üzenetet a mexikói követüknek hasonló tartalommal.
A távirat nyilvánosságra hozatalának jelentősége és az első világháború menetére tett hatása erősen vitatott. Egyik részről a kódolt távirat feltörését a brit hírszerzés legnagyobb első világháborús sikerének tartják, és az egyik első olyan esetnek, amikor egy jelhírszerzési információ (SIGINT) világtörténelmi eseményekre volt hatással. A háború utáni amerikai „mainstream” történetírás átvette Lansing külügyminiszter azon állítását, hogy a táviratban foglalt USA-ellenes konspiráció nyilvánosságra kerülése utáni közfelháborodás megteremtette az amerikai társadalomban a hadba lépéshez szükséges egységet. Más történészek szerint ezzel jelentősen túlértékelték az ügyet, amelyre Wilson elnök 1917. április 2-i, a hadba lépés melletti kongresszusi beszédében is már csak röviden tért ki. Az eset valójában inkább csak elmélyítette a háborúpártiak és az izolacionisták közötti ellentétet, mintsem egyesítette volna a két tábort. Az antantot támogató Egyesült Államok 1917-re saját gazdasági és stratégiai érdekeinek védelmében nem engedhette meg, hogy a neki eladósodott antant vereséget szenvedjen, így a háborúba lépése már csak idő kérdése volt. A táviratnak annyi szerepe lehetett, hogy ez pár héttel korábban következett be.

## Előzmények

### A pleßi konferencia

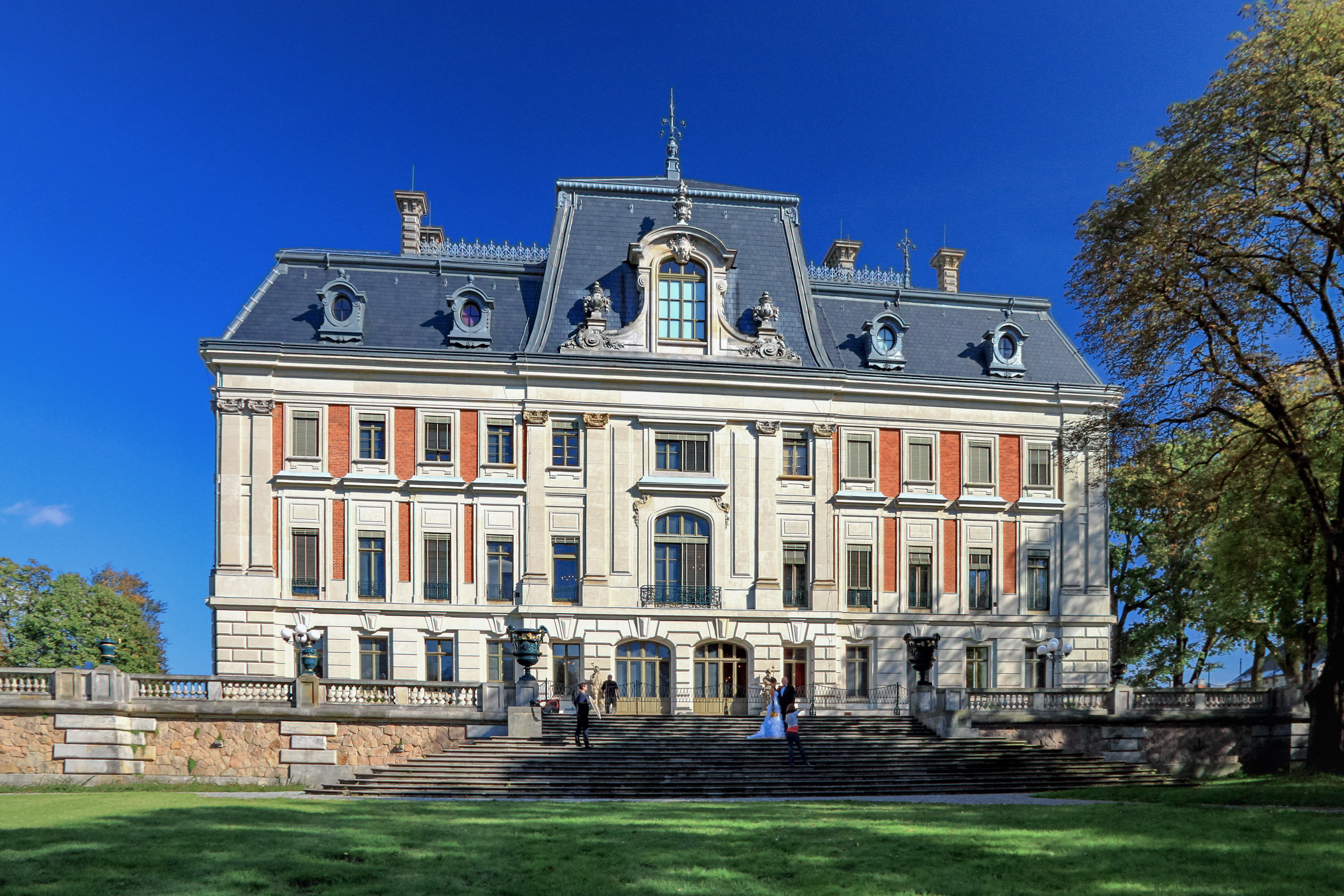
A pleßi kastély, az 1917 januári megbeszélések színhelye

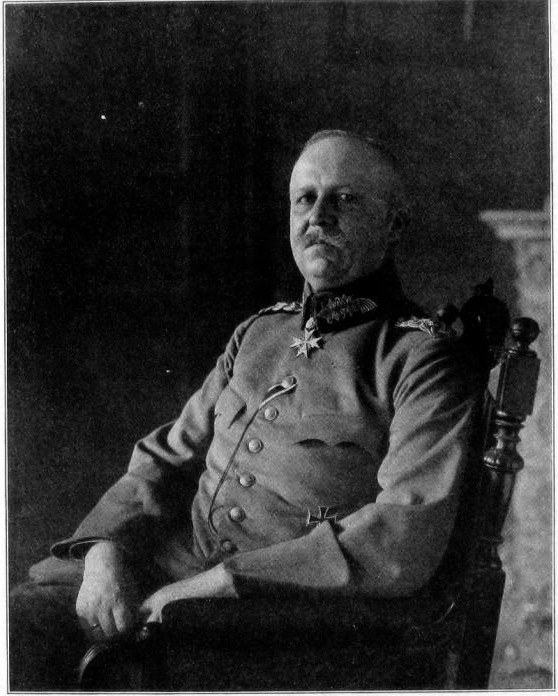
Erich Ludendorff 1915-ben

A Zimmermann-távirat hátterében a német katonai és politikai vezetés közötti harc húzódott a tengeralattjáró-háború folytatásának módozatát illetően. 1915-ben a Lusitania elsüllyesztéséből fakadó diplomáciai bonyodalmak miatt a katonai vezetés meghátrálni kényszerült és a már eleve a meghirdetettnél visszafogottabban folytatott korlátlan tengeralattjáró-háborúval is fel kellett hagynia. 1916 nagy veszteségekkel járó szárazföldi harcai és az északi-tengeri hadszíntéren a skagerraki csata után megszilárdult patthelyzet azonban arról győzték meg a főparancsnokságot, hogy csakis ezen tengerészeti harcmodor újbóli alkalmazásával lehet térdre kényszeríteni az antant iparilag legerősebb hatalmát, Nagy-Britanniát. Theobald von Bethmann-Hollweg kancellár ellenezte ezt a tervet, ami miatt a leváltását követelték katonai körökben. Külügyminisztere, Gottlieb von Jagow, aki szintén ellenezte a haditengerészet tervét részben az emiatt kialakult viták miatt 1916. november 22-én lemondott. Utódja 1916. november 25-től a hadsereg számára elfogadhatóbbnak tartott Arthur Zimmermann lett.
Míg Németország politikai központja Berlin volt, addig a hadsereg főparancsnoksága (Oberste Heeresleitung, röviden: OHL) a felső-sziléziai Pleß kastélyában volt, és ezt a különállóságot a katonai vezetés igyekezett felhasználni arra, hogy akaratát érvényesítse a politikusokkal szemben. Erich Ludendorff tábornok 1916 decemberében ide invitálta Arthur Zimmermann külügyminisztert egyeztetésre. Zimmermann jórészt Ludendorff támogatásának köszönhetően lehetett külügyminiszter és emiatt a hadvezetés úgy vélte, tudnak olyan befolyással lenni rá, hogy támogassa a tengeralattjáró-háború fokozását. Ebben viszont csalatkozniuk kellett, mert Zimmermann Bethmann-Hollweg kancellár pártjára helyezkedett és nem támogatta a korlátlan tengeralattjáró-háború megindítását. A január elején lezajlott találkozójukról nem készültek hivatalos feljegyzések, de vélhetőleg Ludendorff az ellenállását kérte számon Zimmermanntól. Zimmermann január 6-án hagyta el Pleßt, és már nem tért vissza ide a január 9-én kezdődő koronatanácsi gyűlésre, ahol Bethmann-Hollweg kancellár Zimmermann nélkül egyedül maradt a katonai vezetéssel folytatott vitában.
A gyűlésen a keleti fronton jelentős eredményeket elérni képes és így magának tekintélyt szerző hadvezetés szava nyomott leginkább a latban. A német hadsereg főparancsnoksága úgy vélte, hogy vereséget tud mérni a franciákra és a britekre a nyugati fronton és Nagy-Britanniát térdre tudja kényszeríteni a korlátlan tengeralattjáró-háborúval még mielőtt az amerikai csapatokat nagyobb mennyiségben ki tudnák képezni és át tudnák szállítani Európába. A németeket felbátorították a keleti fronton elért sikereik is, mivel az itt felszabaduló csapataikat is átvezényelhették a nyugati frontra és ez növelte a győzelmi esélyeiket. A hadvezetés rá tudta venni Vilmos császárt a korlátlan tengeralattjáró-háború megindításának támogatására. Egyes politikusok aggodalmukat fejezték ki amiatt, hogy ez a lépés az Egyesült Államokat hadba lépésre késztetheti, míg a hadsereg főtisztjei ettől kevésbé tartottak.
Ludendorff az elért siker ellenére is Zimmermannt „hűtlennek” érezte, és január 11-én kijelentette, hogy a külügyminisztert „tiszteletlen” embernek tartja, akivel nem lehet együtt dolgozni és hamarosan a „fejét fogja követelni”. Zimmermann, amint a koronatanács ülésén született döntés a tudomására jutott, összehívta a tanácsadóit, hogy megvizsgálja, mivel tudnának a külügyminisztérium és a hadvezetés közötti viszonyon javítani – amivel egyben a saját pozícióját is megóvhatná. A legnagyobb fenyegetést az jelentette, hogy az Egyesült Államok válaszul hadat üzen Németországnak, ezért igyekeztek erre az eshetőségre felkészülni és legalább azt elérni, hogy a hadba lépése után az USA kisebb erővel tudjon fellépni Európában. Ebben a légkörben vetette fel a külügyminisztérium egyik munkatársa, Arthur von Kemnitz azt az ötletet, hogy az előző évben már több alkalommal az Egyesült Államok elleni szövetség ötletével előálló Mexikónak küldjenek szövetségi ajánlatot Washington sakkban tartására.

### Mexikó helyzete

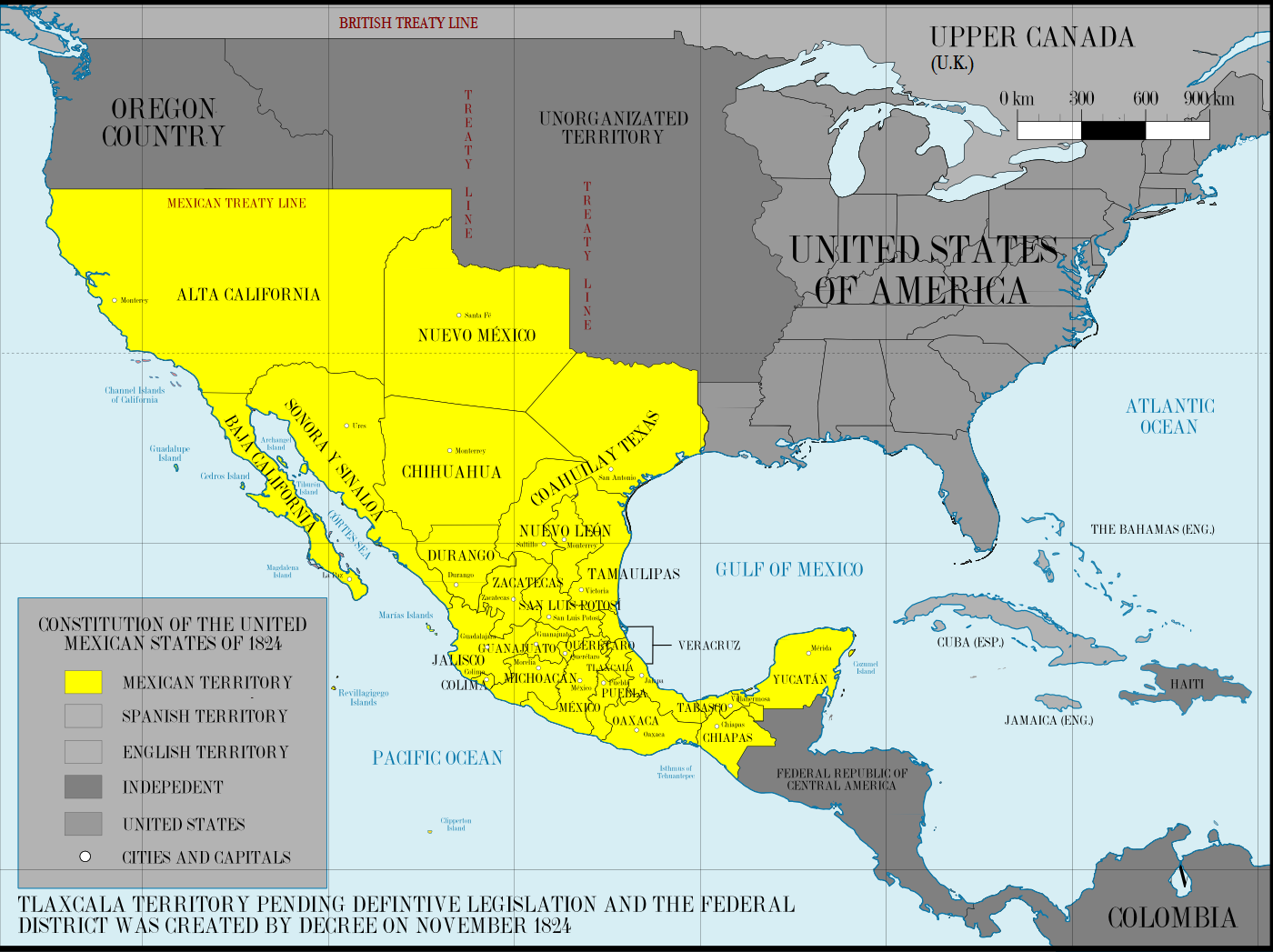
Mexikó 1824-es határai és szövetségi államai

#### A mexikói–amerikai konfliktus
Mexikó az 1846–48-as mexikói–amerikai háborúban vereséget szenvedett és a Guadalupe Hidalgó-i békeszerződésben le kellett mondania területének 55%-áról, ami hosszú távon rontotta meg a két ország kapcsolatát. Az első világháborút az országban teljesen lefedte a tíz évig eltartó mexikói forradalom (1910–1920), melybe igyekeztek beleszólni a nagyhatalmak is a saját érdeküknek jobban kedvező felet támogatva. Közvetlenül a világháború kitörése előtt Woodrow Wilson amerikai elnök 1914-ben elrendelte Veracruz megszállását az Ypiranga-incidensre hivatkozva. Egy emiatt fenyegető újabb amerikai–mexikói háborút sikerült megakadályozni az ABC-országok (Argentína, Brazília, Chile) közvetítésével a Niagara-vízesésnél megtartott konferencia révén. A világháború alatt Mexikó visszautasította a Németországgal szembeni embargóban való részvételt és teljes garanciát biztosított a német vállalatoknak a működésük fenntartásához, kiváltképpen Mexikóvárosban.
A világháború kezdetén a németek hadihajóikat, melyek a polgárháború alatt a német érdekeket és német állampolgárokat védelmezték, visszavonták Mexikó partjaitól és a térség iránti érdeklődésük megcsappant az európai háború miatt. Carranza elnök azonban ez után is a növekvő amerikai befolyással szembeni ellensúlyként tekintett Németországra és 1916 folyamán számos félhivatalos küldöttség révén igyekezett Berlintől pénzügyi segítséget, fegyverszállítmányokat kérni, valamint védelmi szövetséget kötni a háború utánra. A Felix Díaz körül szerveződő ellenzék is 1915 júliusában azzal kereste meg a washingtoni német nagykövetet, von Bernstorff grófot, hogy amennyiben az USA Németország ellen belépne a háborúba (a Lusitania elsüllyesztésének okán), abban az esetben Németország rendelkezésére állnának és vezetésükkel Mexikó szövetségesként üzenne hadat Washingtonnak megfelelő német támogatás esetén. Bernstorff közölte a követtel, hogy szerinte bizonyosan nem fog sor kerülni egy amerikai-német háborúra, de a követüket Franz von Papenhez, a washingtoni német katonai attaséhoz irányította tovább. Ha ezzel a mexikói közeledést el is utasították, de létrejött a kapcsolat Díaz csoportja és a von Papen között.
1916. március 9-én Pancho Villa vezetésével egy kb. 500 fős mexikói csapat intézett támadást egy új-mexikói határ menti kis település, Columbus ellen, ahol több civilt megöltek és épületeket gyújtottak fel, de egy hat órás összecsapás után sikerült őket visszaszorítania mexikói területre a városban állomásozó amerikai lovassági egységnek. Az amerikai közvéleményt sokkolta a támadás. Bár Villát személyes motivációk vezérelhették, az amerikai közvélemény szemében (értsd: a britek által befolyásolt sajtótermékekben) egy nagyobb hatalom állhatott az akciójának hátterében és sokan feltételezték, hogy ez a hatalom Németország lehetett. A New York-i lapok állítása szerint Pancho Villa német pénzen fegyverezte fel a csapatát és a nyomozóiroda (BI, az FBI elődje) is olyan jelentést állított össze, miszerint a mexikói bandavezér környezetében három német tiszt tartózkodik és adnak neki utasításokat. Az amerikai újságokban igyekeztek kapcsolatot találni a mexikói „bajkeverők” és a német titkosszolgálat között, amit azonban nem lehetett bizonyítani, de a német iratok is éppen ennek hiányáról tanúskodnak.
A columbusi csata néven elhíresült esemény után egy 10 000 fős amerikai expedíció indult Mexikó területére Pancho Villa elfogására John Pershing ezredes vezetésével. A katonai vállalkozás egy év múlva eredménytelenül ért véget, az amerikai lovasság fosztogatása viszont mély nyomott hagyott a mexikói társadalomban. Az USA agresszív fellépései miatt mexikói részről 1916-ban több alkalommal is közös vállalkozások végrehajtását vetették fel a németeknek.

#### Az Enrile-misszió
1916 áprilisában egy mexikói diplomatának, a hadsereg korábbi ezredesének, Gonzalo Enrilének vezetésével érkezett egy mexikói delegáció Berlinbe von Papen ajánlásával. Enrile Díaz embere volt, és magát az ellenzéki csoportokat tömörítő „Nemzeti Párt” alelnökének és képviselőjének adta ki. Április 20-tól kezdve a következő tartalmú szövetségi ajánlattal kezdte „ostromolni” a német külügyminisztérium illetékeseit:
|  | „A fő ajánlat, amit a birodalmi kormányzat elé kívánok terjeszteni, a következő: Mexikónak fegyverekre és lőszerre van szüksége, hogy vereséget mérjen a Carranza-adminisztráció rémuralmára, valamint elegendő tőkére a régi szövetségi hadsereg újbóli megszervezésére. Ezentúl az országnak szüksége van egy olyan nagyhatalom támogatására, mint Németország, hogy ellen tudjon állni az Egyesült Államoknak. Cserébe a következőket tudjuk ajánlani: 1. A német politikát teljes mértékben támogató mexikói politika folytatása, ami az Egyesült Államok érdekei ellen hat. 2. Vasútépítési, kőolaj-kitermelési, bányászati és kereskedelmi koncessziók biztosítása Németország számára. 3. Az amerikai tőke kiszorítása az országból jogi eszközök révén (kisajátításokat beleértve). 4. Az Egyesült Államok megtámadásához kellően erős hadsereg kiállítása egy Németország és Mexikó számára kedvező időpontban. 5. Egy szeparatista mozgalom támogatása, mely az Egyesült Államok számos déli államában jelen van: név szerint Texasban, Arizonában, Új-Mexikóban és Felső-Kalifornia déli részén. 6. Politikai forradalmak kirobbantása és támogatása Kubában, Puerto Ricóban és Haitin. 7. Pénzügyi garanciák nyújtása Németországnak fegyverekért és lőszerekért cserébe Németország számára elfogadható módon. A teljes összeg, részben készpénzben, részben fegyverekben, lőszerekben és egyéb javakban, mely az Egyesült Államok elleni támadáshoz szükségeltetik 300 millió márkát tesz ki. … minden felmerülő kérdéssel von Papen századost keressék…” |
|  | |

Enrile az ajánlatot berlini tartózkodása alatt részleteiben tovább kidolgozta és 1916. június 15-én sikerült meghallgatást kapnia Adolph von Montgelastól, a külügyminisztérium észak-amerikai részlegének vezetőjétől. Az ekkor bemutatott részletesebb ajánlat első pontjai egy USA és Németország közötti fegyveres konfliktus kitörésének esélyeit mérlegelte az amerikaiak elfogult semlegessége okán, majd kifejtette, hogy saját országa…
|  | „„…hősies, és csak a pénzügyi gyengesége miatt elkeseredett harcot vív Észak-Amerika támadásaival szemben… A Mexikó és az Egyesült Államok közötti [Columbust ért támadás miatti] konfliktus folytatódása elkerülhetetlennek tűnik; Németország fent fogja tudni tartani a békét az Egyesült Államokkal mindaddig, amíg utóbbit teljesen leköti a Mexikóval való nézeteltérése. Ennek révén el lehet érni, hogy: a) Az Egyesült Államok kellően legyengül ahhoz, hogy ne tudjon újabb [katonai] vállalkozásokba kezdeni. b) A jelenlegi fegyver- és lőszergyártása [az antant számára] le fog állni annak eredményeképpen, hogy az Egyesült Államoknak szüksége lesz arra a saját részére. c) Mexikó biztosíthatja a fennmaradását az önvédelméhez kapott támogatással. Amennyiben háborúra kerül sor az Egyesült Államokkal, akkor a mexikói hadsereg létszámának 200 000 főre való bővítése segíthet az Egyesült Államok amerikai földön való legyőzésében a 2000 kilométer hosszú határvonal mentén… Aláírás: Gonzalo C. Enrile, ezredes” |
|  | |

Enrile a memorandumának három kiegészítésének egyikében megemlítette, hogy Mexikó egy Németországgal való szövetséget részesítene előnyben, de alternatívaként ott van számára Japán is, mely ország „egy ideje és újabban is tett ajánlatokat Mexikónak az Egyesült Államokkal szembeni helyzetünk javításához aspirációink támogatásával.”
A német vezetésnek azonban nem állt szándékában megdönteni Carranza kormányzatát és nem hitt abban, hogy Mexikó képes lenne hadat viselni az Egyesült Államokkal szemben, ezért nem mutattak érdeklődést a felvetés iránt és hasonlóan a többi mexikói megkereséshez Enrile ajánlatát is elutasították. 1916 szeptemberében a svájci német nagykövetet éppen egy ilyen tartalmú üzenettel utasították a tárgyalások megszakítására:
„Politikai megfontolásokból kerülnünk kell minden olyat, amit az Egyesült Államokban közvetlen vagy közvetett módon Mexikó Amerika-ellenes tendenciáinak birodalmi kormányzat általi támogatásaként értelmezhetnének.”
Az elutasítások után és az anyagi forrásainak fogytával Svájcon, Franciaországon és Spanyolországon át Amerikába visszatérő Enrile a madridi német nagykövettel, Max von Ratibor und Corvey herceggel találkozva még megemlítette neki, hogy ő „meg tudná nyerni a japánokat a mexikói ügynek és le tudná választani őket az antantról.” Ratibor az elhangzottakat jelentette Berlin felé. Arthur von Kemnitz, a német külügyminisztérium keleti-ázsiai és latin-amerikai (Mexikó nélküli) részlegének korábbi vezetője volt az, aki továbbította Zimmermann üzenetét Ratibornak, miszerint Enrile ajánlatait Berlinben elutasították és ezúttal is „barátságos visszautasítással” kell kezelni a felvetéseit.
Enrile missziója bár sikertelen volt és Berlinben nem vették komolyan, a felvetései mégis nagy hatást gyakorolhattak a külügyminisztérium egyes vezetőire, akik az 1917-es viták után hajlamosak lettek Mexikóra úgy tekinteni, mint egy az USA elleni hasznos szövetségesre és lehetséges közvetítőre Japán felé, mely ország 1914 augusztusa óta hadban állt Németországgal.

## A távirat

### A szövetségi ajánlat megfogalmazása

Mexikó területe 1917-ben (sötét zölddel jelölve), a Zimmermann-táviratban megemlített USA-tagállamok (világoszölddel jelölve), illetve az 1836 előtti határ (piros vonallal jelölve)

Az Enrile-misszió minden valószínűség szerint jelentős hatással volt a Zimmermann-táviratban megfogalmazott német ajánlatra. A szövetségi tervezet „ötletgazdája”, Arthur von Kemnitz úgy vélte, Japánt ki lehet vonni az ellenséges táborból és a fő riválisa, az USA hadba lépése miatt akár átállásra is lehet késztetni. Kemnitz tudhatott Gonzalo Enrile korábbi ajánlattételeiről, melyben az a Japánnal való szövetséget is felvetette már, és ahhoz hasonlóan Texas, Arizona és Új-Mexikó területének (vagy inkább azok egyes részeinek) Mexikó általi visszaszerzésének elismerését helyezte kilátásba a szövetség létrejöttének esetén annyi különbséggel, hogy Kaliforniát Japánnak tartotta volna fenn.
Kemnitz rekordgyorsasággal fogalmazta meg a szövetségi ajánlat szövegét, amit először Montgelasnak adott át. Montgelas január 12-én ellenjegyezte azt. Montgelas a „columbusi csata” után sürgette a külügyminisztériumot, hogy jóval agresszívebben lépjen fel Mexikóban és használja ki az ottani helyzetet az USA figyelmének elterelésére, azonban azóta a nemzetközi helyzet gyökeresen megváltozott az amerikai büntetőexpedíció miatt és a korlátlan tengeralattjáró-háború megindítása okán várható bonyodalmak miatt. Montgelas vélhetően nem sokat foglalkozott Kemnitz tervezetével, mivel a kancellár von Bernstorffnak szánt üzenete köthette le (amihez majd hozzácsatolják a Kemnitz által megfogalmazottakat). A tervezet ezt követően Kemnitz és Montgelas közvetlen feletteséhez, Ernst Langwerth von Simmernhez, a külügyminisztérium politikai osztályának vezetőjéhez került. Több korabeli feljegyzés tanúsága szerint Kemnitz szövetségi ajánlata többek nemtetszését váltotta ki a külügyminisztériumban és Langwerth is a kritikusai közé tartozott. Míg Kemnitz eredeti megfogalmazásában Eckardtot Carranza azonnali felkeresésére utasították volna, Langwerth a kérdéses mondatot úgy írta át, hogy az ügyben a kapcsolatfelvételre először csak akkor kerüljön sor „amint az Egyesült Államokkal való háború bizonyossá válik”. Ezzel a módosítással a szövetségi ajánlat defenzív jelleget kapott. Langwerth még azon a napon (január 12.) ellenjegyezte a tervezetet az általa végrehajtott módosítással, majd továbbította Wilhelm von Stummnak, aki azt (vélhetőleg) változtatás nélkül látta el aláírásával január 13-án, és továbbította Zimmermann külügyminiszternek, aki szintén megjegyzések hozzáfűzése nélkül ellenjegyezte azt még aznap.
Zimmermann ekkori megfontolásai nem ismertek, Boghardt szerint korábban már volt olyan beszélgetés, melyen a császár a Mexikóval kötendő szövetséget szóba hozta, így gondolhatta azt, hogy az uralkodó kedvében járna egy ilyen ajánlattétel, másrészt Zimmermann maga is támogatta 1916-ban Kemnitz azon ötletét, hogy Japánnal próbáljanak meg különbékét kötni. Leginkább azonban az motiválhatta, hogy a korlátlan tengeralattjáró-háborút támogató szövetségi ajánlattal rendezheti a kapcsolatot Ludendorffal.
Az üzenetet  eredetileg egy nagy hatótávolságú tengeralattjáróval akarták volna eljuttatni New Yorkba nyomtatott formában 0075-ös kóddal rejtjelezett dokumentumként, majd Heinrich von Eckardt nagykövethez kellett volna továbbítani Mexikóvárosba, de mire erre sor kerülhetett volna, addigra már számítani lehetett az Egyesült Államok hadba lépésével, ezért letettek a tengeralattjáró igénybevételéről és helyette a távirati forma mellett döntöttek Adolph von Montgelas gróf, a külügyminisztérium Mexikó és Észak-Amerika-részlegének vezetőjének felvetésére. (Lehetséges opciókat lásd lejjebb)
A szövetségi ajánlatot egy Bethmann-Hollweg által korábban jóváhagyott üzenethez csatolták hozzá, melyben a kancellár a korlátlan tengeralattjáró-háború megindításáról született döntésről tájékoztatta von Bernstorff washingtoni nagykövetet (ez a távirat első mondata) és melyben utasította a követet, hogy február 1-én értesítse erről Wilson amerikai elnököt. Ezt a „kombinált” üzenetet – mely a Zimmermann-táviratként híresült el – január 16-án küldték el. A távirat szövege így hangzott:

„Szándékunkban áll február elsején korlátlan tengeralattjáró-háborút indítani. Meg kell próbálnunk ennek ellenére az Egyesült Államokat semlegesnek megtartani.
 Amennyiben ez nem sikerülne, akkor Mexikónak szövetséget ajánlunk a következő alapon: folytassunk háborút közösen, kössünk békét közösen, nagyvonalú pénzügyi támogatás[t nyújtunk] és beleegyezünk abba, hogy Mexikó korábban elveszített területeket szerezzen vissza Texasban, Új-Mexikóban és Arizonában. A megegyezés részletei főméltóságára [Önre] vannak bízva.
Főméltóságod az alábbiakról az elnököt a legnagyobb titoktartással értesítse, amint az Egyesült Államokkal való háború kitörése biztossá válik és tegye hozzá azt a javaslatot, hogy a saját kezdeményezésére invitálja Japánt azonnali csatlakozásra és egyben közvetítsen Japán és köztünk. Kérem hívja fel az elnök figyelmét arra a tényre, hogy a tengeralattjáróink könyörtelen alkalmazása azzal a kilátással kecsegtet, hogy Anglia néhány héten belül békekötésre kényszerül.
Aláírás, ZIMMERMANN”

Arra nincs bizonyíték, hogy Zimmermann egyeztetett volna a szövetségi ajánlatot illetően Bethmann-Hollweggel. A kancellár a Zimmermann-táviratról még csak említést sem tett az emlékirataiban. Számos történész jutott arra a következtetésre, hogy ilyen egyeztetésre nem került sor. Erre a legfőbb bizonyítékként Bethmann-Hollweg titkárának 1917. március 4-ei, a távirat tartalmának nyilvánosságra hozatala után három nappal született naplóbejegyzését tekintik, amiben ez szerepel:
„Mennyi ostobaság Mexikó kapcsán… és a kancellár az ügyet csak szóban hagyta jóvá.”
A második tagmondat utólag ki lett húzva. A feltételezések szerint ezt a titkár azután tette, hogy tudomására jutott, a kancellárt egyáltalán nem tájékoztatták a tervezetről. Sokáig találgatás övezte, hogy kitől származhatott ennek a valószínűtlen szövetségi ajánlatnak az ötlete. Bethmann-Hollweg titkárának a botrányhoz kapcsolódó egyik későbbi bejegyzése már erre is következtetni engedett:
„Ezt Kemnitz művelte, ez a fantasztikus idióta…”
Zimmermann később azt írta, hogy a távirat a külügyminisztérium „egyes alacsonyabb rangú beosztottjainak agyából származott”, amivel nyilvánvalóan (többek között, de mindenki előtt) Kemnitzre gondolhatott. Kemnitz maga is elismerte a háború után, hogy a táviratot ő fogalmazta meg. Montgelas, bár erős fenntartásai voltak a szövetségi ajánlattal kapcsolatban, együttműködött annak előkészítésében.
Zimmermann Bethmann-Hollweg mellőzésével vétett az alkotmányos kötelezettségének, és ezen túl a közte és a kancellár közötti bizalmi viszonynak is, ami azt mutatta, hogy a tengeralattjáró-háború folytatása körüli vitában megerősödött tisztikar mellett kötelezte el magát a meggyengült kancellárral szemben.  Joachim von zur Gathen és Thomas Boghardt történészek megállapítása szerint ezen előzmények alapján a távirat volt inkább a politikai és katonai vezetés közötti harc eredménye, mintsem tényleges szövetségi ajánlat Mexikónak.
A történészek gyakran értelmezték – tévesen – úgy a Zimmermann-táviratot, mint Németország Egyesült Államokkal szembeni kihívó politikájának a csúcsát, mellyel Mexikót és Japánt igyekezett szembe állítani vele. Mexikó katonai gyengeségét és az ellenséges Japán átcsábítására tett próbálkozást pedig gőgös megnyilvánulásnak avagy teljes hozzá nem értésnek tekintették. Zimmermann szempontjából azonban sikeres lépés volt, mert egyrészt együttműködési készséget tudott mutatni a hadvezetéssel, sőt a közelgő eseményekre felkészülve előrelátó döntések meghozatalára is képesnek mutatkozott. Zimmermann helyre akarta állítani a Ludendorffal való kapcsolatát és ebből a szempontból másodlagos kérdés volt, hogy Mexikó használható szövetséges-e vagy nem. Az ajánlattételről az alkotmányos kötelezettség ellenére is csak utólag értesítették Bethmann-Hollweg kancellárt, és Ludendorffal is csak január 25-én közölte Zimmermann a távirat elküldését, mikor legközelebb Pleßbe utazott, hogy már az új stratégiához igazodó diplomáciai lépést tudjon felmutatni.

### Az üzenet célba juttatásának lehetőségei

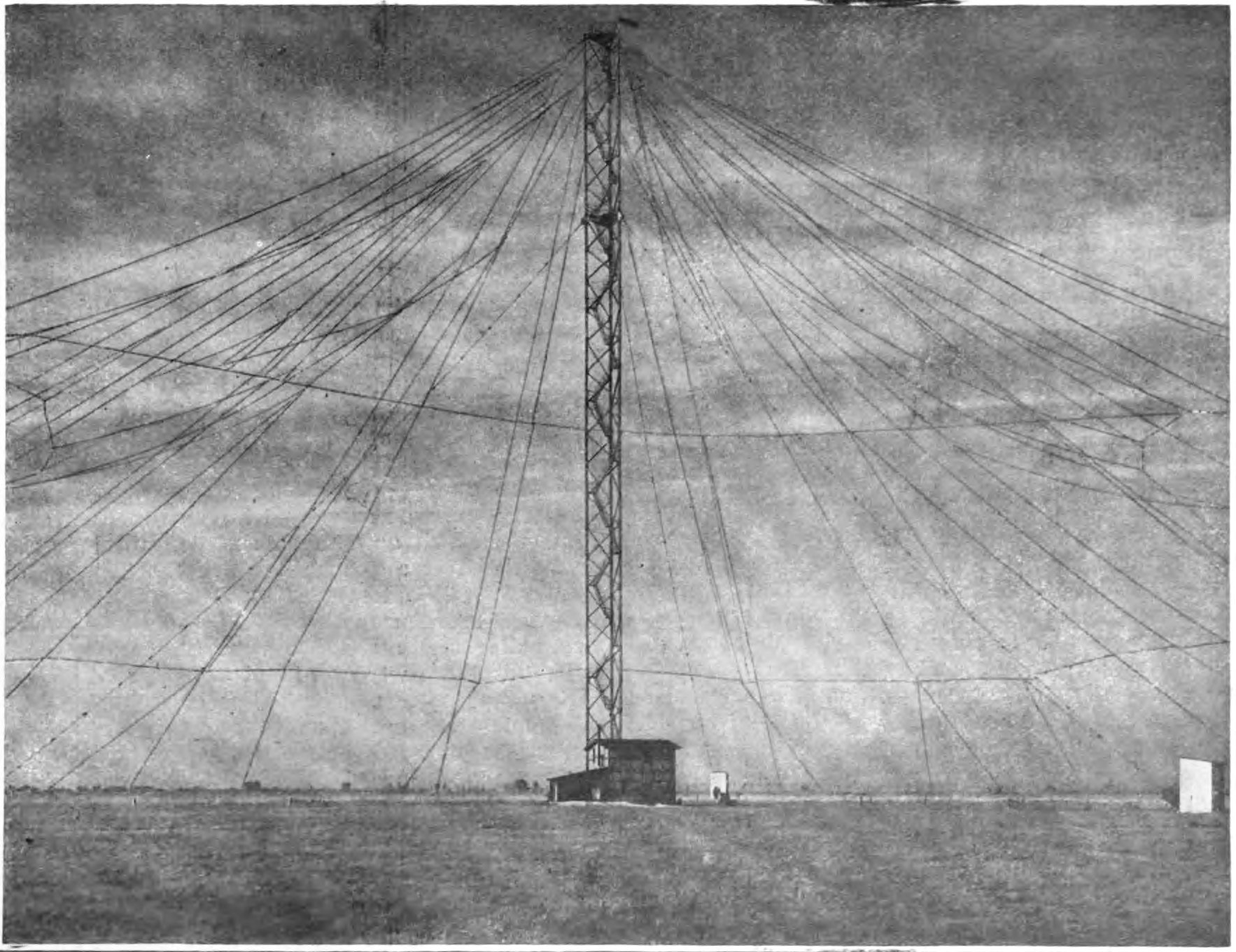
A naueni rádióállomás (Großfunkstelle) egyik (ekkor még) 100 m magas ernyőantennája 1907-ben

Békeidőben az üzeneteket Németország a saját távíróhálózatán juttatta el az amerikai kontinensre, azonban 1915. augusztus 5-én közvetlenül a brit ultimátum éjféli lejárta után az Alert kábelfektető hajó elszakította a La Manche alatt futó öt német távközlési kábelt, közte az Emdent az Azori-szigetek érintésével Amerikával összekötő tenger alatti távírókábelt. Ezzel a nemzetközi jogot sértő lépéssel megszűnt Németország közvetlen kapcsolata az Újvilággal. Ennek hiányában 1917 elején négyféleképpen vehette fel a kapcsolatot a német kormányzat a mexikói külképviseletével:
- Az Egyesült Államok berlini nagykövetségén keresztül – Először a Lusitania elsüllyesztése után küldhettek a németek az USA-ba rejtjelezett üzeneteket az amerikai diplomáciai kábelen keresztül (Berlin–Koppenhága–London–Washington–Mexikóváros), majd röviddel rá Wilson elnök a béketárgyalások előmozdítása érdekében ajánlotta fel a németeknek ezt a csatornát 1915. június 2-án. Az amerikaiak úgy tették ezt az ajánlatot, hogy maguk nem rendelkeztek a német kódokkal, ami ellentmondott a semleges államok esetében ilyen helyzeteknél bevett gyakorlattól.[32]
- Svédország közvetítése révén – Svédország bár semleges volt a háborúban, de Németországhoz állt közelebb és engedélyezte számára a diplomáciai távírókábeleinek használatát (Berlin–Stockholm–Buenos Aires–Mexikóváros). Azonban a svéd kábelek is Nagy-Britannia érintésével haladtak tovább Amerika felé, így a britek az ezeken áramló jelzéseket is lefülelhették. Mikor a britek rájöttek, hogy német rejtjeles üzenetek küldésére is használják a Washingtonba tartó svéd csatornát, 1915 nyarán tiltakozásukat fejezték ki a svéd kormánynál. Svédország ekkor ígéretet tett, hogy nem engedélyez további rejtjeles német üzenetküldést Washingtonba. Ezt ezután be is tartotta, ellenben a Buenos Airesbe tartó adatforgalomba elrejtették a német üzeneteket, és az argentin fővárosból továbbították azokat a kívánt helyre. A britek erre is hamar rájöttek, de ezután már nem tiltakoztak, hanem csendben fülelték le ezeket a német üzeneteket.[33]
- Nauen és Sayville rádióállomásai révén – 1906 után a német Telefunken hírközlési vállalat egy hatalmas rádióállomást épített a Berlintől 30 km-re nyugatra lévő Nauenben, melynek segítségével a német gyarmatokkal, a tengeren lévő hajókkal és az Egyesült Államokban Long Islanden lévő, német tulajdonú sayville-i rádióállomással is kapcsolatba tudott lépni. 1914. szeptember 5-én Wilson elnök megtiltotta a rádióállomás németek általi használatát illetve hogy Sayville nem semleges rádióüzeneteket adjon le (azaz rejtjelezett üzenetet hadviselő országnak). 1915. április 20-tól azonban a kormányzat engedélyezte a Sayville és Nauen közötti rádióforgalmat. 1915. január 9-én az állomást a haditengerészeti minisztérium (Naval Department) vette át a német személyzet megtartásával. A rádióállomást a Telefunken amerikai leányvállalata, az Atlantic Communication Co. birtokolta és működtette. 1915. január 26-tól az amerikaiak engedélyezték az olyan rejtjelezett üzenetekkel való kommunikációt, amelyekhez a kódkönyveket átadják az érintett állomáshoz rendelt amerikai tengerésztiszteknek. A németek ekkor két kódkönyvet adtak át az amerikai haditengerészet cenzorainak. A cenzorok alaposan megvizsgálták az elküldeni kívánt üzeneteket, és nem engedélyeztek az elküldésüket néhány esetben, mikor a tartalmuk nem volt teljesen világos előttük. Később, 1917 februárjában a diplomáciai kapcsolat megszakításával a német rádiókezelőket elbocsátották Sayville-ből.
 A Nauen-Sayville összeköttetés mellett a Hannover melletti Eilvese és a New Jersey-ben lévő Tuckerton rádióállomása tudott kapcsolatba lépni egymással, de ezek kizárólag nyílt üzenetekkel kommunikálhattak, mert a tuckertoni adó nem kapott olyan elnöki engedélyt a rejtjelezett üzenetek forgalmazásához, mint a sayville-i. Az a több helyen olvasható állítás, hogy Nauen Sayville mellett a tuckertoni rádióállomással is kapcsolatban állt, azért sem állja meg a helyét, mert Tuckerton más technikát alkalmazott, mint Nauen, ez pedig nem tette lehetővé a két állomás közötti kommunikációt. A tuckertoni állomást 1914 szeptemberében szintén felügyelete alá vette a kormányzat, majd 1917. április 10-től leállították az Eilvesébe irányuló adatforgalmat.[34]

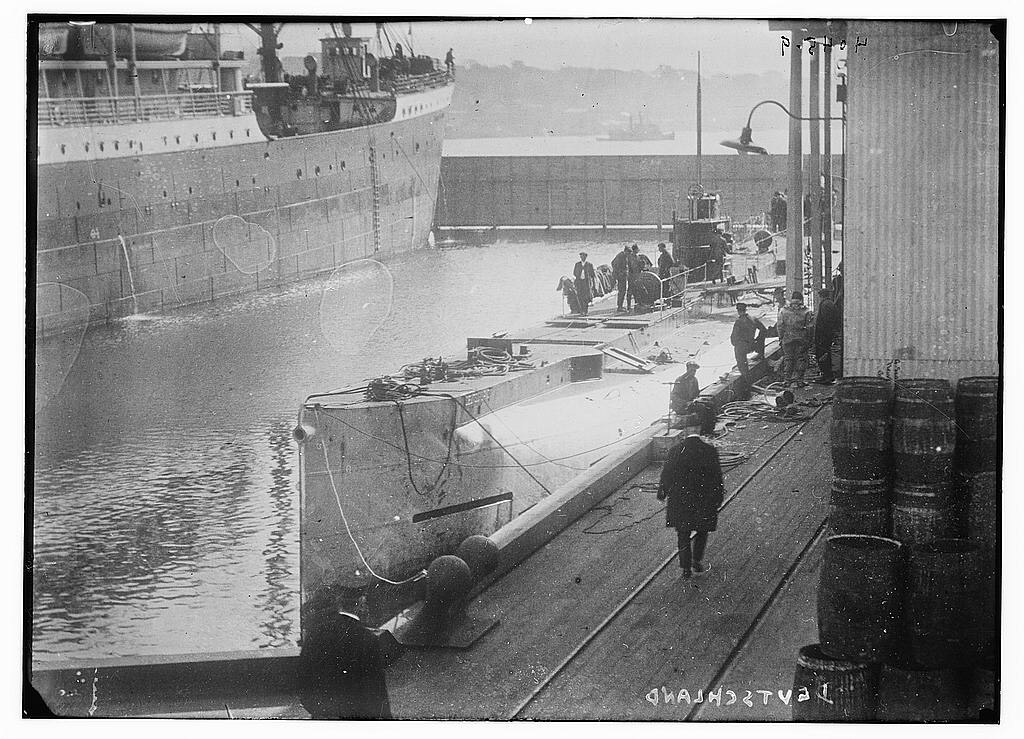
A Deutschland kereskedelmi tengeralattjáró a connecticuti New Londonban (1916. november)

- A Deutschland kereskedelmi tengeralattjáró révén – Ezt a teherszállító „óriástengeralattjárót” a németek azért építették meg, hogy a brit blokádon észrevétlenül juthasson el Amerikába és fontos iratokat szállítson, ritka nyersanyagokat és nagy értékű ipari termékeket exportáljon-importáljon. A második útja során 1916 novemberében a Deutschland 750 tonna árú mellett a 0075-ös kódkönyvet vitte át az USA-ba, ahol diplomáciai mentességet élvező futár juttatta el azt a washingtoni német nagykövetségre. 1917 januárjára tervezték a következő transzatlanti útját és a Zimmermann-táviratot is neki kellett volna az eredeti tervek szerint eljuttatnia a washingtoni német nagykövetségre, de mivel a New Yorkba való átérése és ottani tartózkodása már február 1. utánra eshetett, ezért ezt a lehetőséget elvetették.[35] Január 20-án törölték is az útját, mivel a korlátlan tengeralattjáró-háború megindítása miatt barátságtalan lépésekre lehetett számítani az USA részéről.[36] A tengeralattjárónak két példányban kellett volna elvinnie Washingtonba a Zimmermann-féle üzenetet. Az egyiket a washingtoni nagykövetségnek a 0075-ös kódkönyv alapján kódolva, a másikat 13040-es kódkönyvvel kódolva pedig a mexikóvárosi külképviseletnek szánták. A nagykövetségnek Washingtonból távirati formában kellett volna továbbítania a 13040-est Mexikóvárosba, mivel ott nem rendelkeztek a 0075-ös kódkönyvvel.[25][m 7]

### A német diplomáciai kódok
1912-ben az összes amerikai német követség az 5950-ös kódkönyvet kapta meg, melyről 1917-re már tudták a németek, hogy az ellenségnek sikerült feltörnie, ezért a Zimmermann-távirat elküldéséhez eleve nem jött szóba. A 13040-es kódkönyvet már 1907 óta használták több nagykövetségen Észak- és Dél-Amerikában, Washingtonban csak 1912 óta. A kódok ebben három-, négy- vagy öt számjegyű számokból álltak és egy szóhoz több számkód is tartozhatott, hogy a feltörése nehezebb legyen. Egyes előtagok (prefixek) esetében előfordulhatott, hogy a szavakhoz a kódszám is hasonlóan kezdődött, ami valamelyest segíthetett a feltörésében.
A 0075-ös (avagy 7500-s) jelölésű volt a másik kódkönyv, melyet 1915-től alkalmaztak egyes hollandiai posztokon, 1916 júliusától pedig Európában számos más helyen is, Washingtonba pedig a Deutschland tengeralattjáró juttatta el 1916 novemberében, viszont Mexikóba nem küldtek ilyet. Washington volt az egyetlen Európán kívüli hely, ahol alkalmazták. A 13040-essel szemben ebben már teljesen véletlenszerűen rendelték hozzá a számokat a szavakhoz, ami nagyobb biztonságot jelentett a kódtörőkkel szemben. Ennek megfelelően – hasonlóan a többi kódkönyvhöz – két kötettel rendelkezett, az egyikben ABC-sorrendben voltak a szavak, mellettük a hozzárendelt számokkal a kódoláshoz, míg a másikban számsorrendben voltak megadva a szavak a dekódoláshoz. A kódjai négy vagy öt számjegyűek voltak. Ami a kódkönyvekhez való hozzáférést illette, a washingtoni nagykövetségen meglehetősen laza szigor uralkodott. A magasabb beosztású hivatalnokokon túl nem kevesebb, mint tizenkét dolgozó férhetett hozzá a széfhez, melyben a kódkönyveket tartották. Az MI8 (a brit katonai hírszerzés távközlés felderítésével foglalkozó szekciója) egy 1945-ben az első világháborús német kódokról készített jelentése azt állapította meg, hogy azok egyes hibáik ellenére határozottan jobbak voltak, mint a többi vizsgált országokéi, és sokkalta jobbak voltak a (második?) világháború elején az USA által használtakénál.
1917-re a 13040-es számozású német diplomáciai kódkönyv már évek óta használatban volt és azóta a haditengerészeti hírszerzési osztályának, a „Room 40”-nek sok ideje volt a kód kriptoanalitikai rekonstruálására, így magas szinten olvashatóvá vált az ezzel küldött üzenetek tartalma, a kódok nagyjából 40%-ának jelentése volt ismert előttük. A Room 40-hoz számos német kriptográfiai dokumentum jutott el, köztük a 3512-es számozású diplomáciai kód, melyet a britek Mezopotámiában szereztek meg és ami bizonyos mértékben hasonlított a 13040-eshez, illetve a Császári Haditengerészet egyik kódkönyve az észt partoknál zátonyra futott Magdeburg könnyűcirkálóról. Utóbbi bár nem segített a Zimmermann-távirat feltörésében, de nagy jelentőséggel bírt a német haditengerészeti rádióforgalom megfejtésében.

### A távirat útja

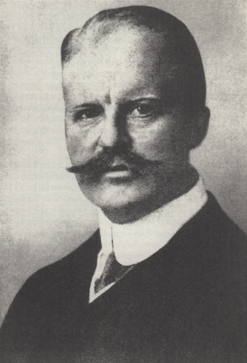
Arthur Zimmermann német külügyminiszter

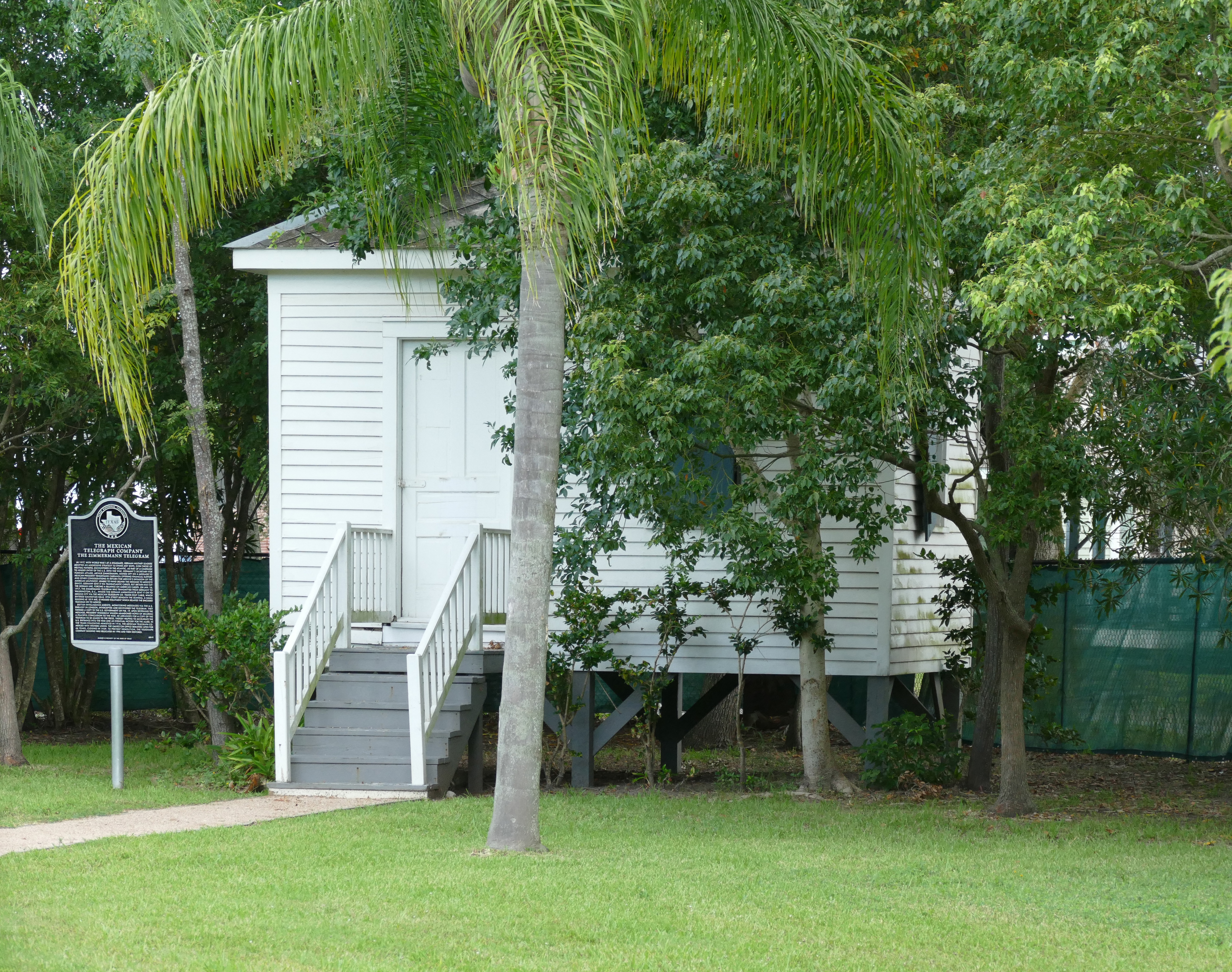
A Mexican Telegraph Company Galvestonban lévő épülete, mely továbbította a Zimmermann-táviratot

A német kábelek háború elején britek által való tönkretétele után az USA bizonyos feltételekkel engedélyezte a németek számára, hogy a saját diplomáciai csatornáikat igénybe vegyék. Az egyik ilyen feltétel az volt, hogy minden üzenetnek kódolatlannak kellett lennie. A Lusitania elsüllyesztése utáni diplomáciai felélénkülés idején az amerikai külügyminisztérium kábelein időnként érkeztek kódolt német üzenetek Európába a Washington–London–Koppenhága–Berlin vonalon Edward Mandell House ezredesnek, Wilson egyik befolyásos tanácsadójának az ösztönzésére, de már 1914. november 12-én is volt hasonlóra példa. Bernstorff nagykövet elmondása szerint 1915. június 2-án egy Wilsonnal való találkozója során az elnök ajánlotta fel neki a kódolt német üzeneteknek az amerikai kábeleken való továbbítását a feszült helyzet feloldását elősegítendő. Az amerikaiak úgy tették ezt az ajánlatot, hogy nem kérték el a németektől a kódkönyveket, így nem láthattak bele maguk sem a német kommunikációba, ez pedig eltért a semleges államok által folytatott gyakorlattól. A németek úgy hitték, hogy ilyenformán a kommunikációjuk biztonságos és ezért intenzíven igénybe is vették az amerikai felajánlást. Ugyanakkor azt is gondolták, hogy az amerikaiak értesítették a briteket arról, hogy német üzenetek továbbítását engedélyezték a saját csatornáikon. Ez elég nyilvánvaló volt, miután több amerikai újságíró is tudott erről. Az amerikaiak a titkos német üzeneteket nem minden esetben közvetítették zökkenőmentesen. 1917 január 10-én például Bernsdorff washingtoni nagykövet Berlinbe szánt üzenetének továbbítását először megtagadták az amerikaiak, és csak később teljesítették a kérést.
1917 januárjában a német diplomatákat az amerikai távíróhálózat igénybe vétele kényes helyzetbe sodorta, mivel a Zimmermann-táviratot is ennek segítségével tudhatták eljuttatni a címzetthez, de annak kódolatlan változatának tartalma riasztó hatású lehetett volna az amerikaiakra. A németek ezért rávették James W. Gerard berlini amerikai követet, hogy fogadja el az üzenet kódolt formában való továbbítását. Január 16-án 15:00 körül a biztonságosnak vélt 0075-ös kóddal a táviratot átadták a berlini amerikai nagykövetségnek azzal a kéréssel, hogy küldjék el az USA külügyminisztériumának (State Department), majd onnan juttassák el a washingtoni német nagykövetségre. A berlini nagykövetségről az amerikaiak azonnal továbbították azt a koppenhágai követségükre, onnan pedig 19:50-kor küldték tovább Washingtonba. Ide beérkezve a külügyminisztérium január 19-én továbbította azt a washingtoni német nagykövetségre. Innen még aznap elküldték a régebbi, 13040-es kóddal Mexikóba. A mexikói német követségen dolgozók meg voltak arról győződve, hogy az összes Mexikóvárosba küldött üzenetükre rálátnak a britek, így az újonnan befutott Zimmermann-táviratra is. Erről a washingtoni nagykövetség pénztárosa, Joseph Schmid így nyilatkozott:
„Az összes Mexikóba szánt táviratunkat a Western Union Távíró Társaságnak adtuk át. Ők szoros együttműködésben álltak a Mexikói Távíró Társasággal, melynek hálózata csaknem teljes egészében angol kezekben volt.”
A mexikóvárosi követséghez hasonlóan a washingtoni nagykövetség is a Western Union hálózatát vette igénybe az üzenet feladásához és az üzenet a Mexican Telegraph Companyhez érkezett be.
A Stockholmon át küldött sürgető üzenet
A császár születésnapja (január 27.) alkalmából Pleßben tartott ünnepségen találkozott ismét Zimmermann és Ludendorff, ahol a külügyminiszter beszámolt a Mexikónak küldött szövetségi ajánlatról. Ludendorff elégedetten fogadta a hírt és a projekt folytatására bátorította Zimmermannt. Ennek szellemében február 5-én ezúttal a Berlin–Stockholm–Buenos Aires–Mexikóváros-útvonalon újabb instrukciót küldtek Berlinből Mexikóba – Washington érintése nélkül, ahol két nappal korábban a nagykövetség befejezte a tevékenységét. Az üzenet így hangzott:
„Feltéve, hogy nem kell tartani ennek a titoknak az Egyesült Államoknak való elárulásától, úgy excellenciád felvetheti a szövetség kérdését az elnöknek. Mindazonáltal a szövetség végleges megkötése a Németország és az Egyesült Államok közötti háború kitörésétől függ. Az elnök most már saját kezdeményezésére felveheti a kapcsolatot Japánnal. Amennyiben az elnök az ezt követő [amerikai] megtorlástól tartva nemet mond a szövetségre, úgy fel van hatalmazva védelmi szövetség felajánlására a békekötés utánra, feltéve, hogy Mexikónak sikerül bevonnia Japánt a szövetségbe.”
Ez az üzenet nem került nyilvánosságra és nem képezi a „Zimmermann-távirat” néven elhíresült januári üzenet részét, bár ahhoz kapcsolódott. A Zimmermann-távirat alatt egyedül a január 16-án feladott, Washington érintésével Mexikóvárosba érkezett üzenetet értendő. Bár több szerző a svéd közvetítést is említi, azonban semmi nyoma a német táviratokat tartalmazó iratok (Geheime Ausgänge 1917) között annak, hogy Stockholmon keresztül elküldték volna. Azon csak az utóbb idézett február 5-ei kiegészítés ment el. A washingtoni német nagykövetségen még a korlátlan tengeralattjáró-háború bejelentése előtt elégettek minden titkos iratot, így a Zimmermann-távirat dokumentumait is. A követség dolgozóinak meghagyták, hogy a két kényes tartalmú táviratról (a Zimmermann-táviratról és a február 5-ei Stockholmon át érkezettről) semmiképp ne ejtsenek szót senkinek. Ezek tartalmával szinte az összes dolgozó tisztában volt.

## A német táviratok elfogása

### A 0075-es kódú üzenet britek általi elfogása

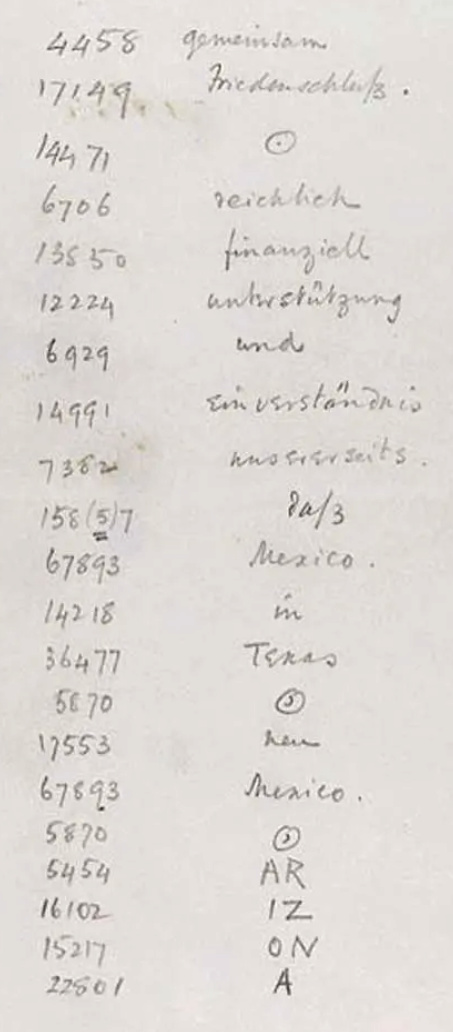
A távirat egy részlete a brit dekódolás alapján. Mivel az Arizona szó nem szerepelt a német kódkönyvben, azt fonetikus szótagokból kellett összeállítani.

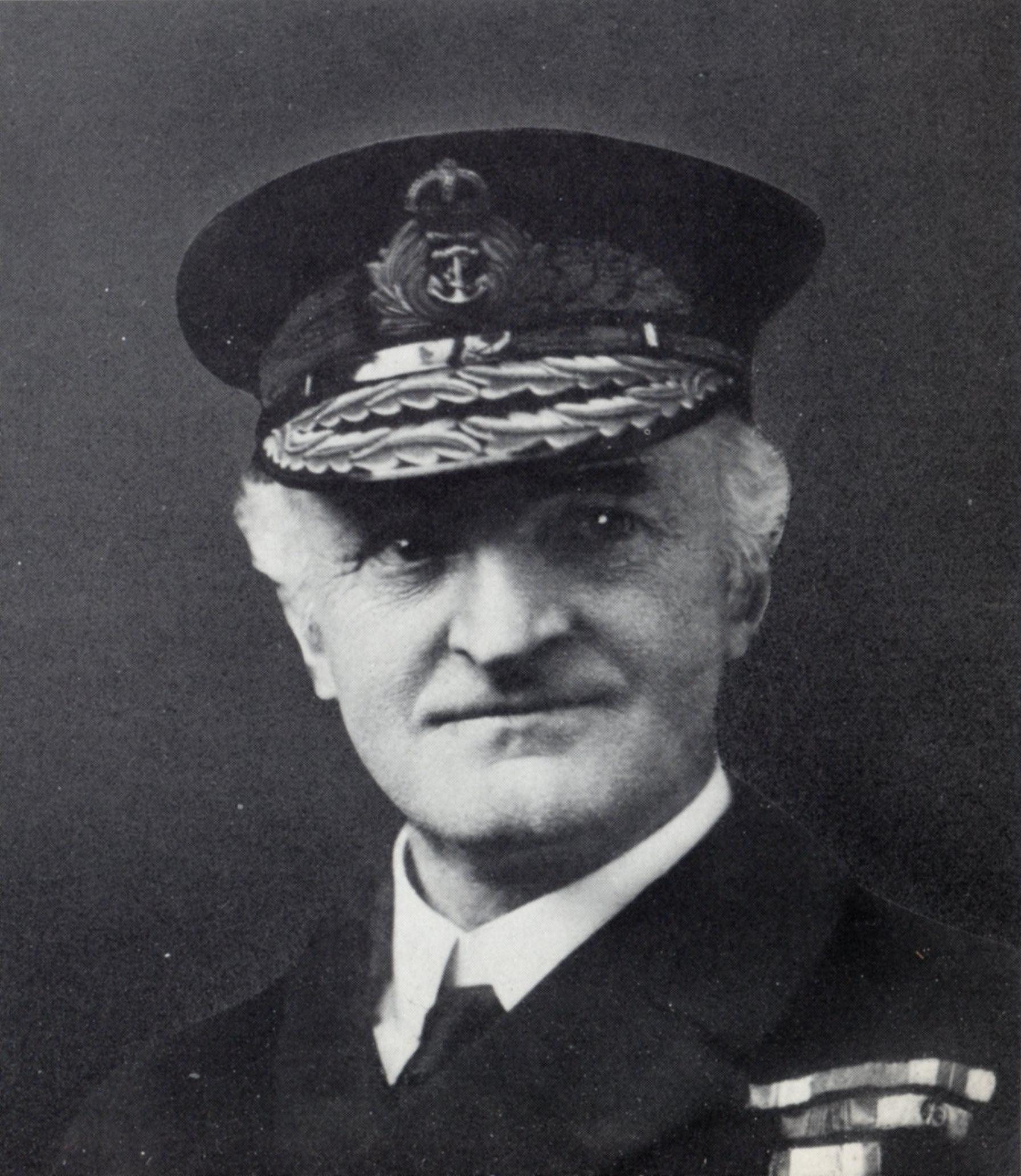
William Reginald Hall

A brit hálózaton keresztül futó összes üzenetre rálátása volt a brit hírszerző szolgálatoknak, főként a brit admiralitás alá tartozó királyi haditengerészet hírszerzési osztályához (röviden: „Room 40”) tartozó kódfejtőknek és elemzőknek. Így a Koppenhágából január 16-án 19:50-kor továbbított, 0075-ös kóddal rejtjelezett üzenetet Dillwyn Knox és Nigel de Grey kriptográfusok még aznap este kézhez kapták és főként utóbbi munkájának köszönhetően másnap 10:30-ra már részben dekódolva átadták Reginald Hall tengernagynak, a Room 40 vezetőjének:
Szigorúan titkos
A korlátlan tengeralattjáró-háború kezdete február elsejében megállapítva stop Ennek ellenére igyekszünk az Egyesült Államokat semlegességében megtartani stop (?) Amennyiben ez nem … úgy teszünk (Mexikónak?) egy szövetségi ajánlatot a következő alapon: … hadviselés … békekötés és …
Ön az elnöknek … Amennyire csak titkosan lehet tudtára adni … (kitörése a?) háborúnak az Egyesült Államokkal … (Japán) … közvetítsen stop Kérjük tegye az elnök számára világossá hogy … Tengeralattjárók … Angliát néhány hónapon belül békekötésre kényszeríteni stop Erősítse meg az üzenet fogadását
Zimmermann
Az információtöredékekből felismerhető volt, hogy nagy jelentőségű üzenetet sikerült elfogniuk. Hall tartott attól, hogy amennyiben az információkat átadja a politikusoknak, úgy idő előtt kitudódhat a német kódok feltörésének sikeressége és a németek emiatt megváltoztatják a kódkönyveiket, ezért úgy döntött, titokban tartja a távirat dekódolását. Az üzenet elolvasásakor állítólag a következő szavakat mondta a kódfejtőknek:
„Fiúk, azt gondolom nagyon bonyolult munkát végeztek, de ne feledjétek, nekem kell hasznot hajtanom azokból az információkból, amiket nekem adtok, és ez még ennél is bonyolultabb.”
Az életrajzírói szerint ehhez még azt is hozzátette, hogy:
„Ez egy olyan eset, amikor az érvényben lévő parancsokat fel kell függeszteni … A teremben tartózkodókon kívül egyelőre senki sem szerezhet tudomást erről az egészről.”
A táviratban említett három amerikai tagállam (Texas, Új-Mexikó, Arizona) nevét ekkor még nem tudták kiolvasni, de nyilvánvaló volt, hogy akár jelentős politikai is hatása lehet az üzenet nyilvánosságra hozásának. Ez reményeik szerint az amerikai közvéleményt Németország ellen hangolhatná ugyan, viszont három probléma adódott a dekódolással:
- Hogyan lehet a tartalmának valódiságát bizonyítani?
- Hogyan lehet a kódfejtést úgy bizonyítani, hogy nem árulják el, lehallgatják az amerikai kommunikációt?
- Hogyan lehet megőrizni a Room 40 titkát (a német kódok, főleg a legújabb 0075-ös kód – részleges – feltörését?[50]

A Room 40-et vezető Reginald Hall ezek miatt vonakodott a dekódolt szöveg kiadásától, mivel azzal elárulnák, hogy képesek megfejteni a német üzeneteket, valamint hogy a britek lehallgatják az amerikai kommunikációt. Hall az eredményeket azért sem kívánta nyilvánosságra hozni, mivel úgy vélte, hogy a korlátlan tengeralattjáró-háború meghirdetése az Egyesült Államok háborúba való belépését fogja magával vonni.

### A korlátlan tengeralattjáró-háború meghirdetése
Február 1-én (avagy már január 31-én) von Bernstorff tájékoztatta Lansing külügyminisztert a korlátlan tengeralattjáró-háború megindításáról, melynek fő területe az Atlanti-óceán északkeleti része volt. A Wilson-kormányzat tagjainak nagy része a hadüzenet mellett volt, mivel ez sértette az amerikai kereskedelmi érdekeket – mint ahogy egy német győzelem is sértette volna a háborúban. Wilson azonban ekkor csak a diplomáciai kapcsolatot szakította meg Németországgal, mert a tengeralattjáró-háború fokozását nem érezte elég erős oknak a hadba lépéshez. Ezt figyelmeztetésnek szánta ahhoz, hogy a németek ne próbálkozzanak meg amerikai hajók elsüllyesztésével, amit a véleménye szerint már „nyilvánvaló oknak” (overt act) lehetett volna tekinteni a hadba lépéshez. A német bejelentést követően azonban az érintett térségbe irányuló hajóforgalom biztosításai az egekbe szöktek és az amerikai hajótársaságok emiatt visszatartották a hajóikat a Nagy-Britanniába és szövetségeseihez tartó utaktól, így annak az esélye is jelentősen lecsökkent, hogy amerikai hajó essen – sok polgári áldozatot követelve – tengeralattjárók áldozatává. Wilson pedig így hiába várt egy a Lusitania elsüllyesztéséhez hasonló katasztrófára, hetek teltek el casus bellinek tekinthető overt act nélkül.
A német harcmodort az első napokban felháborodással fogadta az amerikai közvélemény, azonban ez hamar alábbhagyott. Az emberek hamar megszokták az új helyzetet, és elfogadták, hogy az USA továbbra is semleges marad. Spring Rice brit nagykövet eleinte pozitív jelentéseket tett Londonnak az amerikaiak háborúhoz való hozzáállásával kapcsolatban a német bejelentés utáni napokban, de egy héttel később már arról számolt be, hogy „az ország bizonyosan nem kívánja a háborút” és egy súlyos incidens nélkül ez nem is fog megváltozni. A hónap végén azt jelentette, hogy a lakosság 80%-a elutasítja a háborút. Wilson intervenciót követelő tanácsadói közül többen is hasonlóan pesszimistán értékelték a helyzetet. William Durant, a General Motors igazgatója például megjegyezte az egyik ilyen tanácsadónak, hogy Kaliforniától New Yorkig tartó útján egyetlen egy emberrel találkozott csak, aki az USA hadba lépése mellett foglalt állást.

### A 13040-es kódú távirat beszerzése az Újvilágból
Miután a számítása a korlátlan tengeralattjáró-háború következményeiről nem jött be, Hall a Zimmermann-távirat felhasználása mellett döntött az USA háborúba való bevonásának céljából. Az eredeti információforrás leplezéséhez Hall a von Eckardtnak továbbított üzenetet akarta felhasználni, ezért február 5-én táviratot küldött a New York-i brit haditengerészeti attasénak, Guy Gaunt sorhajókapitánynak azzal a kéréssel, hogy próbálja megszerezni az összes Washingtonból Mexikóvárosba január 18-tól elküldött üzenetet, és „eredeti formájában” küldje el neki. Gaunt a dokumentum beszerzéséhez kapcsolatba lépett Edward Thurstannal, a mexikóvárosi brit követtel, akinek elődje, Thomas Hohler, már intézkedett a német nagykövetség táviratforgalmának figyelemmel tartásáról. Ezt viszonylag egyszerűen meg lehetett oldani, mivel a Mexican Telegraph Company brit érdekeltségű vállalat volt, és a biztonsági intézkedéseik is olyannyira lazák voltak, hogy egy brit-német kettős ügynök szerint még a német nagykövetség is szerzett be innen amerikai üzeneteket magának. A január 19-én Washingtonban feladott német táviratot így Mexikóvárosban sikerült megszerezni. Hall ezen eljárása sem volt szabályszerű, mivel Thurstan aktiválásához külügyminisztériumi engedélyre lett volna szüksége, amit nem kért ki.
Időközben megvitatták azon lehetséges fedőtörténeteket, melyek szóba jöhettek magyarázatként arra, hogyan jutottak hozzá a német üzenethez anélkül, hogy azzal elárulnák, lehallgatják az amerikaiakat. Ezentúl arról is meg kellett valahogyan győzniük az amerikaiakat, hogy az üzenet nem koholmány. Az amerikai üzenetek lehallgatását a Mexikóból beszerzett távirattal már leplezni tudták. A történet szerint egy bizonyos "Mr. H", egy mexikói brit ügynök lefizette a kereskedelmi távírótársaság egyik alkalmazottját és így szerezte meg az üzenet másolatát. Egy másik verzió szerint egyszerűen eltulajdonították azt. Thomas Hohler, a mexikói brit nagykövet később úgy nyilatkozott az önéletrajzában, hogy ő lett volna az a bizonyos "Mr. H". Valójában Hohler 1910 óta volt mexikói brit követ egészen 1916 szeptemberéig és ez idő alatt ő gondoskodott arról, hogy a Washingtonból Mexikóvárosba befutó német rejtjelezett üzenetek másolatait rendszeresen „eltulajdonítsák”. Állítása szerint a távíróközpont nyomdájában volt egy embere, aki minden német és svéd táviratot eljuttatott hozzá. Bár 1916 őszén Hohler elhagyta Mexikót és így nem volt már egyéb köze az itteni brit tevékenységhez, az eltulajdonítások az ő instrukciói szerint ezt követően is folytatódtak.
A Mexikóvárosba továbbított üzenet megszerzésével a kódfejtők már sokkal jobb képet kaptak az üzenet tartalmáról, mivel míg a 0075-ös kódoknak csak 6%-át ismerték, addig a 13040-esének már 40%-át. A kódfejtő De Grey így sok helyen próbálhatta kikövetkeztetni a 0075-ös kódkönyv kódjainak jelentését is. Reginald Hall február 19-én kapta kézhez a 13040-es kóddal Mexikóvárosba küldött német táviratot eredeti formájában. A kódolt szöveget ezután már bonyodalmak keltése nélkül tárhatták az amerikaiak elé, és azt sem kellett elárulniuk, hogy a 0075-ös kódokról is jelentős ismeretekkel rendelkeznek.
Miután az amerikaiaknál is megvoltak a 13040-es kódokkal rejtjelezett üzenetek a kereskedelmi távíróvállalataik iratai között (lásd fent a bevezetőhöz csatolt képet a dokumentumról), a britek ezekre is hivatkozhattak az amerikai kormányzat meggyőzéséhez az üzenet tartalmát illetően, mivel a britek által feltört kódok segítségével az amerikaiak maguk is leellenőrizhették azok tartalmát.

## Az információk hasznosítása

### Az antant nehézségei 1917 elején
A távirat kritikus időpontban került brit kézbe, mivel az 1916-os év kiábrándító volt az antanthatalmak számára. Az ebben az évben területnyereségek ígéretével bevont két ország közül Olaszország inkább bizonyult tehernek, mint segítségnek, Romániát pedig hetek alatt elfoglalták a központi hatalmak és különbékével kivált a háborúból. Oroszország kimerülőben volt és Franciaország hadserege erősen megszenvedte a verduni csatát. A szövetség legerősebb támasza Nagy-Britannia volt, melynek új koalíciós kormánya kizárta az egyezményes béke lehetőségét és a háború megújult erővel való folytatását ígérte.
Az antant időközben teljesen függővé vált az Egyesült Államoktól. 1916 őszéig Nagy-Britannia havi 210 millió dollár, Franciaország havi 38 millió dollár értékben importált javakat az USA-ból. 1916 augusztusában azonban Franciaország pénzügyminisztériuma jelentette, hogy fizetésképtelenné vált, ezután pedig Nagy-Britannia vállalta magára az Egyesült Államok felé a kifizetéseket. 1917 elejére azonban Nagy-Britannia államcsőd közelébe került. A brit kabinet kiútként két lehetőséget látott: vagy hatalmas kölcsönöket vesznek fel az Egyesült Államoktól, vagy bevonják azt a háborúba. Amennyiben az USA nem lépett volna be rövidesen a háborúba, úgy a briteknek hamarosan eléjük kellett volna tárniuk a nehéz pénzügyi helyzetüket, az ez utáni amerikai támogatás így jóval nagyobb beleszólást eredményezhetett volna Washingtonnak a szövetségesei politikájába és a háború utáni rendezésbe. Boghardt szerint ezzel Wilson sokkal sikeresebb lehetett volna az általa hangoztatott megegyezéses, „győztesek nélküli béke” megvalósításában. Ez pedig megnehezíthette volna Londonnak az ambiciózus háborús céljainak az elérését. Hall a Zimmermann-távirat megfejtését úgy igyekezett titokban tartani, hogy nem volt tudatában Nagy-Britannia szorult helyzetével.

### Az információk megosztása az amerikaiakkal

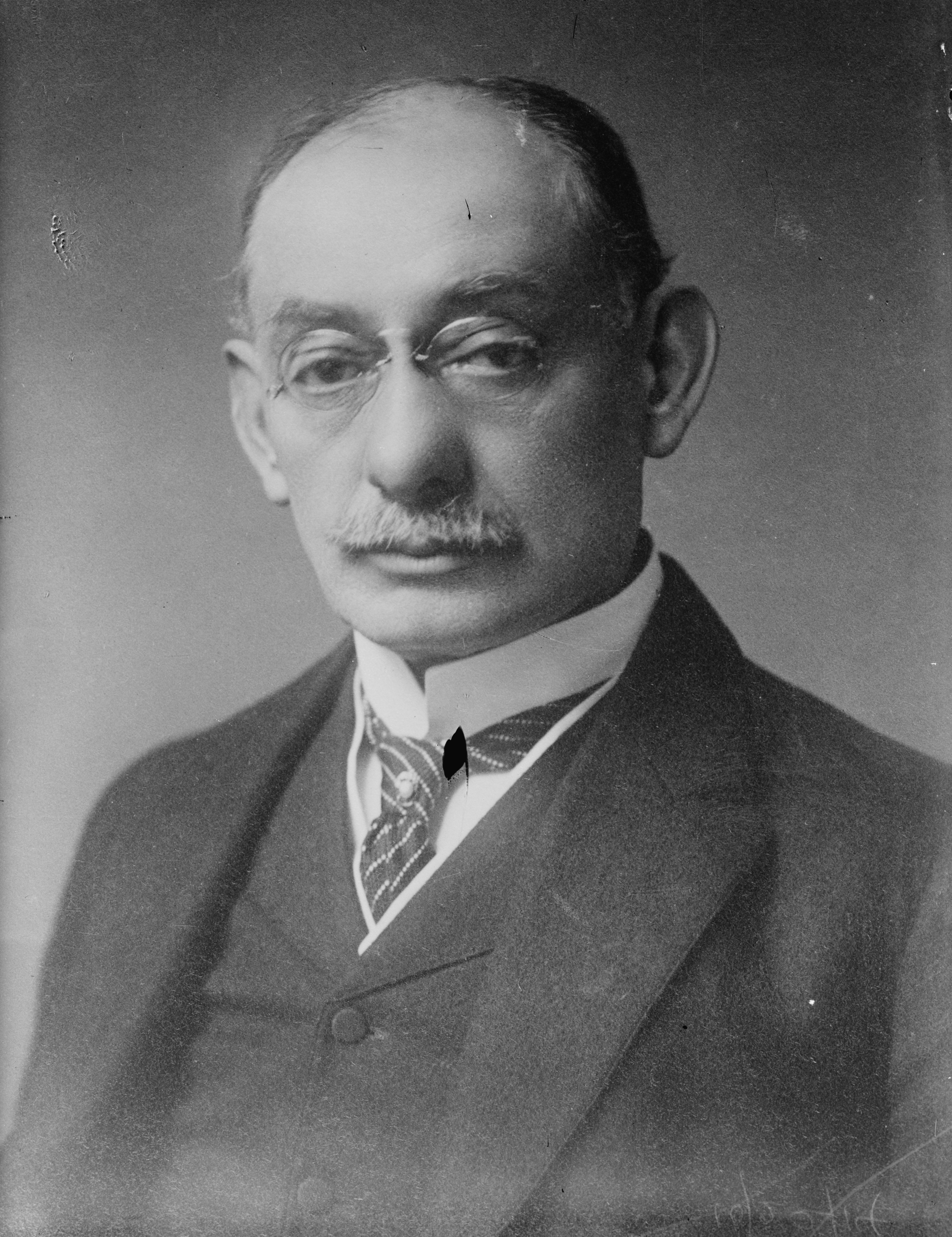
Walter Hines Page, az USA londoni nagykövete

Hall a Gauntnak küldött üzenetének napján, február 5-én (csaknem három héttel a távirat elfogása után) felkereste Charles Hardinge külügyminiszter-helyettest és tájékoztatta a táviratról, de azt valószínűleg nem közölte vele, hogy már közel három hete birtokában van ezeknek az információknak. Hall arra biztatta Hardinge-ot, hogy az USA háborúba való bevonásához használják fel a táviratot, de Hardinge és személyi titkára, Ronald Hugh Campbell is kétségeinek adott hangot ennek kivitelezhetőségével kapcsolatban. Attól tartottak, hogy azt a benyomást fogják kelteni ezzel, egy „cabinet noir” (titkos megfigyelőszolgálat) működik a külügyminisztérium berkein belül és óvakodtak attól, hogy egy semleges ország politikájába való beavatkozással vádolják meg őket. Hall a liberális Lloyd George miniszterelnököt, akiben nem bízott és politikai irányultságát elutasította, mindvégig teljesen mellőzte.
Két heti halogatás után Hall úgy döntött, saját maga viszi tovább az ügyet és megmutatja a táviratot az amerikai nagykövetnek. Február 19-én találkozott Edward Bell-lel, a nagykövetség másodtitkárával és szóban tájékoztatta a német távirat tartalmáról. A nagykövetség dolgozóinak többségéhez hasonlóan Bell is az USA mielőbbi háborúba való belépése mellett volt, ezért támogatta a távirat ezen célból való felhasználását. Hall és Bell négy dologban állapodtak meg:
- A távirat tartalmát tudatni kell az USA kormányzatával.
- Hallnak az egész szöveget közölnie kell és azt is, milyen módszerrel sikerült azt megszereznie, hogy hihető legyen az USA kormányzata előtt.
- A nyilvánosságra hozatalkor a britek szerepét titokban kell tartani, ezzel egyrészt nem keltik azt a benyomást, hogy Nagy-Britannia bele akar szólni az Egyesült Államok politikájába, másrészt a britek titokban tarthatják a kódfejtési sikereiket.
- A legnagyobb figyelem elérése érdekében Arthur Balfour brit külügyminiszterrel mutattatják be a táviratot Walter Page nagykövetnek.

Ezután mindketten értesítették a feletteseiket, Hall február 20-án informálisan küldött egy másolatot Walter Hines Page amerikai nagykövetnek. Ezt követően február 23-án Balfour látogatást tett az amerikai nagykövetségen, ahol hivatalos keretek között átnyújtotta a Zimmermann-táviratot Page-nek, annak német kódolt és dekódolt változatát, valamint angol fordítását. Balfour azzal a részben igaz történettel magyarázhatta annak eredetét, hogy „Mexikóban vették” meg.

## A távirat nyilvánosságra hozatala

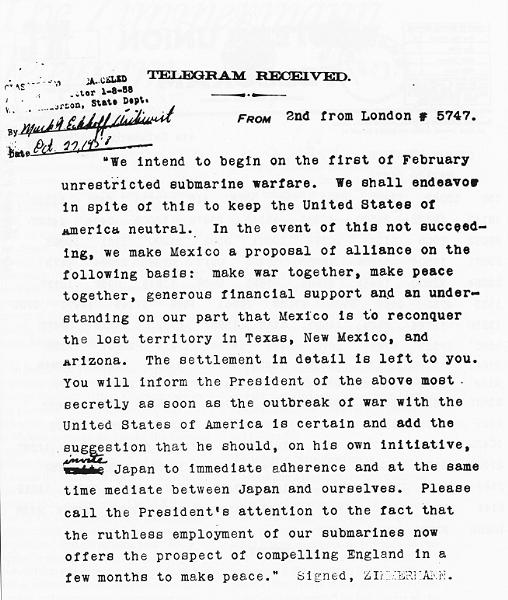
A távirat valódi angol fordítása (a közreadott manipulált verzió megtekinthető pl. itt)

Page üzenete 1917. február 24-én érkezett meg az amerikai külügyminisztériumhoz a táviratról és a benne foglalt Mexikónak tett német szövetségi ajánlatról. Page megemlítette azt is, hogy a részletei amerikai távírótársaságok iratai alapján visszaellenőrizhetők. Page a drámai hatás kedvéért a következő – a valóságnak nyilvánvalóan több helyen is ellentmondó – megjegyzéseket fűzte hozzá:
„Ennek az információnak a megszerzése akkora hatással volt a brit kormányzatra, hogy az idő vesztegetése nélkül megosztották velem, és én megoszthassam önnel azért, hogy a kormányzatunk késedelem nélkül olyan rendelkezéseket hozhasson, melyek szükségesek a területünket fenyegető invázió tekintetében.”
A rövid szabadságát töltő Lansing távollétében Frank Polk tanácsos olvasta el elsőként a britek által közölt Zimmermann-táviratot. Polk február 25-én mutatta meg azt az elnökének. Wilsonban a németek ezen lépése „mély megbotránkozást” – vagy inkább megelégedést – keltett és azonnal nyilvánosságra akarta hozni a táviratot, de ezzel Lansing tanácsára végül egészen 1917. március 1-ig kivárt. Február 27-én a Western Union elküldött egy másolatot a Washingtonból Mexikóvárosba feladott német táviratról a kormányzatnak, így az amerikai vezetők meggyőződhettek annak valódiságáról a britek által megfejtett 13040-es kódok alapján. Lansing külügyminiszter ezután eljuttatta az AP hírügynökséghez és március 1-én országos szinten leközölték a „Zimmermann-távirat” néven elhíresülő üzenetet az újságok. A sajtóban megjelent angol nyelvű szöveg a következő volt:

„Berlin, 1917. január 19.

Február elsején szándékunkban áll korlátlan tengeralattjáró-hadviselést indítani. Ennek ellenére az a szándékunk, hogy semlegesnek megtartsuk az Amerikai Egyesült Államokat.

Amennyiben ez az igyekezet nem járna sikerrel, a következő alapon ajánlunk szövetséget Mexikónak: Együtt viselünk háborút és együtt kötünk békét. Általános pénzügyi támogatást biztosítunk és megegyezünk abban, hogy Mexikó elveszített területeket szerezzen vissza Új-Mexikóban, Texasban és Arizonában. A megegyezés részletei önre vannak bízva.

Ön utasítva van arra, hogy a legnagyobb titoktartás mellett értesítse Mexikó elnökét a fentiekről amint bizonyossá válik az Egyesült Államokkal való háború kitörése, és sugallja azt, hogy Mexikó elnöke, a saját kezdeményezésére, lépjen kapcsolatba Japánnal az azonnali csatlakozást sugalmazva számára a tervhez; ezzel egyidőben kínálja fel a közvetítését Németország és Japán között.

Kérjük hívja fel Mexikó elnökének a figyelmét arra a tényre, hogy a tengeralattjáró-hadviselés kíméletlen alkalmazása most azt ígéri, hogy Anglia hónapokon belül békekötésre kényszerül.

(Aláírva.) ZIMMERMANN”

Az amerikaiak azt állították, hogy a táviratot maguk szerezték meg, de a forrásaikat nem kívánták megnevezni az „érintett személyek védelmére” hivatkozva. A német külügyminisztérium az ügy kapcsán később lefolytatott vizsgálatának jelentése (Göppert-jelentés, lásd lentebb) az Associated Press által közreadott dokumentumban a következő hibákat állapította meg:

„:A nyilvánosságra hozott verzióhoz hozzátették a Berlin megnevezést, és dátumként azt a napot adták meg, amikor Washingtonból elküldték és megérkezett Mexikóba. Az elejéről a „No. 1. saját kezűleg dekódolni” kezdőszavakat és a „beérkezést visszajelezni” záró szavakat kihagyták. A szövegben „általános pénzügyi támogatás” szerepel „bőséges anyagi támogatás” helyett; az olvasható benne, hogy „megegyezünk, hogy Mexikó visszaszerzi Texasban, Új-Mexikóban és Arizonában elveszített területeit” a „részünkről beleegyezünk, hogy Mexikó visszaszerezze korábban Texasban, Új-Mexikóban és Arizonában elveszített területeit.””

Balfour igyekezett tenni annak érdekében, hogy a táviratot ne hagyják figyelmen kívül, mint tisztán teoretikus felvetést. Az Egyesült Államokra jelentett német veszély felnagyításának és a Zimmermann-távirat hatásának maximálása érdekében üzenetet küldött Edward Thurstannak, a mexikói brit ügyvivőnek, melyben arra kérte, erősítse meg „a mexikói német aktivitásról szóló erős szóbeszédeket” és ehhez kérdezze meg a brit konzulokat a tapasztalataikról. Thurstan még aznap válaszolt, azt írva, hogy „nincs kétség a német mozgolódást illetően”, de hozzátette, egy ideig még eltarthat, míg a konzulokat végigkérdezi és ezek alapján megerősíthetné a híreszteléseket. Balfour Thurstan újabb üzenetét már be nem várva március 1-én a következőket közölte Page-dzsel:
„A mexikói brit ügyvivő azt táviratozta, hogy nagy számban érkeznek be oda németek az Egyesült Államokból és jó oka van tartani a közelgő német aktivitástól abban az országban. Thurstan továbbá azt közli, figyelemmel kíséri az eseményeket és hamarosan ismét jelentést tesz erről a kormányzatnak. A jelenlegi feltételezések nem csak a nyugati partot érintik, de a kormányzat vezeték nélküli [távközlési] apparátusát és az olajmezőket is.”
Hall a táviratról és a vele kapcsolatos tárgyalásokról nem értesítette Lloyd George-ot, ezzel hasonlóképpen kerülte meg felettesét, mint Zimmermann, aki alkotmányos kötelességét figyelmen kívül hagyva Bethmann-Hollweg kancellár jóváhagyása nélkül küldte üzeneteit Mexikóba. Míg azonban a britek között egyetértés volt az adott kérdésben (az USA háborúba való bevonásának szükségességében), addig a németekről ez nem volt elmondható a Mexikónak ajánlandó szövetséget illetően. Hall döntése az információk visszatartásáról könnyen politikai katasztrófához vezethetett volna, mert ő nem volt tisztában Nagy-Britannia rossz anyagi helyzetével, Lloyd George pedig igen. Nagy-Britannia márpedig 1917 elején az államcsőd szélére került.
Polk fel akarta mérni, hogy az érintett államok mekkora hajlandóságot mutatnak a német szövetségi ajánlat iránt, ezért még annak nyilvánosságra hozatala előtt, február 26-án megérdeklődte a két szóban forgó államnál hogy miként viszonyulnak a német ajánlathoz. Aguilar Cándido mexikói külügyminisztertől azt a választ kapta, hogy nem tud a német táviratról. Aguilar állításának ellentmond, hogy von Eckardt szerint már egy héttel korábban, február 20-án közölte vele a táviratban foglalt ajánlatot. A japán nagykövet két nappal később, február 28-án pedig nagy derültségét fejezte ki és túl abszurdnak nevezte ahhoz, hogy komolyan lehetne venni.

### Az amerikai kormányzat reakciója a fejleményekre

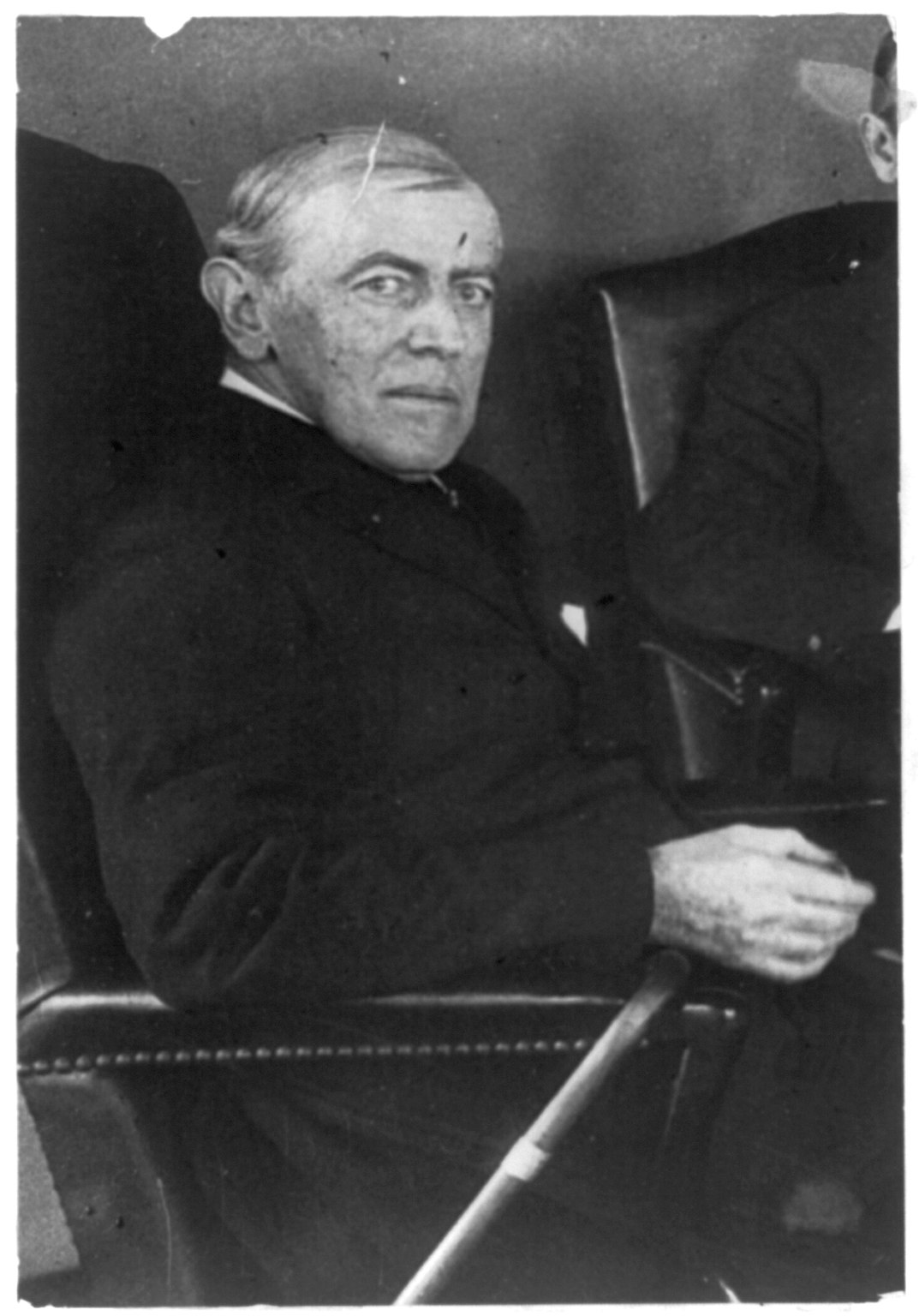
Woodrow Wilson

Wilson számára a Zimmermann-távirat hozta meg a fordulatot. Míg a február 23-ai kabinetülésen határozottan a nyomós ok nélküli hadba lépés ellen foglalt állást, addig a február 26-ai ülésre már megváltoztatta álláspontját. Korábban nem járult hozzá ahhoz, hogy a haditengerészet – a nemzetközi törvényeket sértő módon – felfegyverezze a kereskedelmi hajókat, de miután a távirat a tudomására jutott, mégis a felfegyverzésük mellett foglalt állást. Wilson a kabinetülésen beismerte, hogy a tengeralattjáró-háborúval kapcsolatos nagy horderejű incidensre való várakozás politikája megbukott, így más ürügyet kell találjanak a hadba lépéshez, így a Zimmermann-táviratban megfogalmazott német szövetségi ajánlatot kell mint „overt act” kezelni.
Február 28-án arra kérte Lansingot, hogy szervezzen meg egy megbeszélést a kabinet tagjaival, melynek témájaként a Zimmermann-távirat nyilvánosságra hozatalát és annak a kereskedelmi hajók felfegyverzése körüli jogi viták során való legjobb kiaknázási lehetőségeinek megvitatását jelölte meg. Aznap este juttatták el a táviratot az Associated Press (AP) hírügynökséghez, és másnap, március 1-én közölte le azt a sajtó, szándékosan arra a napra időzítve, mikor a kongresszus a kereskedelmi hajók felfegyverzésére tett törvényjavaslatot megvitatta.
A képviselőház – részben a frissen nyilvánosságra hozott Zimmermann-távirat hatására – a törvényt hamar megszavazta 403 a 13 ellenében, de a szenátusban sokan felvetették, hogy már régóta érkeznek Mexikóból német cselszövésekről hírek, amik még ha igazak is lennének, akkor sem adnának okot a nyugtalanságra, és a Zimmermann-táviratban sem láttak elég okot a Németországgal való kapcsolat további rontásához. Egy demokrata szenátor azt a kényes kérdést is felvetette, hogy a táviratot esetleg nem a britek adták-e át Washingtonnak abból a megfontolásból, hogy befolyást gyakoroljanak az ország külpolitikájára. A szenátus nem tudott döntést hozni egészen március 3-ig, az ülésszak végéig, így a kereskedelmi hajók felfegyverzésére tett javaslat nem emelkedhetett egyelőre törvényerőre. Rögtön a távirat nyilvánosságra hozását követően, március 2-án a német külügyminisztérium közleményben ismerte el, hogy Mexikónak szövetségi ajánlatot tett arra az esetre, ha az USA belépne a háborúba. Március 9-én Wilson elrendelte a kereskedelmi hajók felfegyverzését a szenátusi ellenállással nem törődve. Eddigre már négy amerikai hajót is elsüllyesztettek a németek, de Wilson még ekkor is hezitált. A szenátus a törvényjavaslatot április 5-én fogadta csak el.
Az egyre inkább a gyors hadba lépést elfogadó Wilson április 2-án megtartotta a „háborús beszédét”. Ebben a kongresszust arra kérte, hogy szavazza meg az „összes háborúnak véget vető háborút”, ami „biztonságossá teszi a világot a demokrácia számára.” Wilson a Zimmermann-táviratnak egy mondatot szánt, melyben azt a megállapítást tette, hogy 
„…ez a [német] kormányzat nem tart fenn velünk igazi baráti kapcsolatot és a békénk és biztonságunk ellen tesz a saját igényei szerint. Ez azt jelenti, hogy izgat ellenünk a saját ajtónk előtt, és erre a mexikóvárosi német nagykövetnek küldött távirat a megfelelő bizonyíték.”
Bár a kongresszus nagy többsége támogatta a hadüzenetet, az azt ellenzők is jelentős számúak voltak. A szenátus április 5-én 82-6 arányban, másnap a képviselőház 373-54 arányban fogadta azt el. Boghardt megállapítása szerint az összesen 60 ellenszavazat a háborús helyzetben magasnak számít, és azt mutatja, hogy a Zimmermann-távirat talán pár pacifista vagy izolációpárti képviselőt a hadüzenet mellé tudott állítani, de a kongresszusi ellenállást nem tudta felszámolni, mint ahogy az sok történelemkönyvben szerepel.

### A távirat hatása az amerikai lakosságra

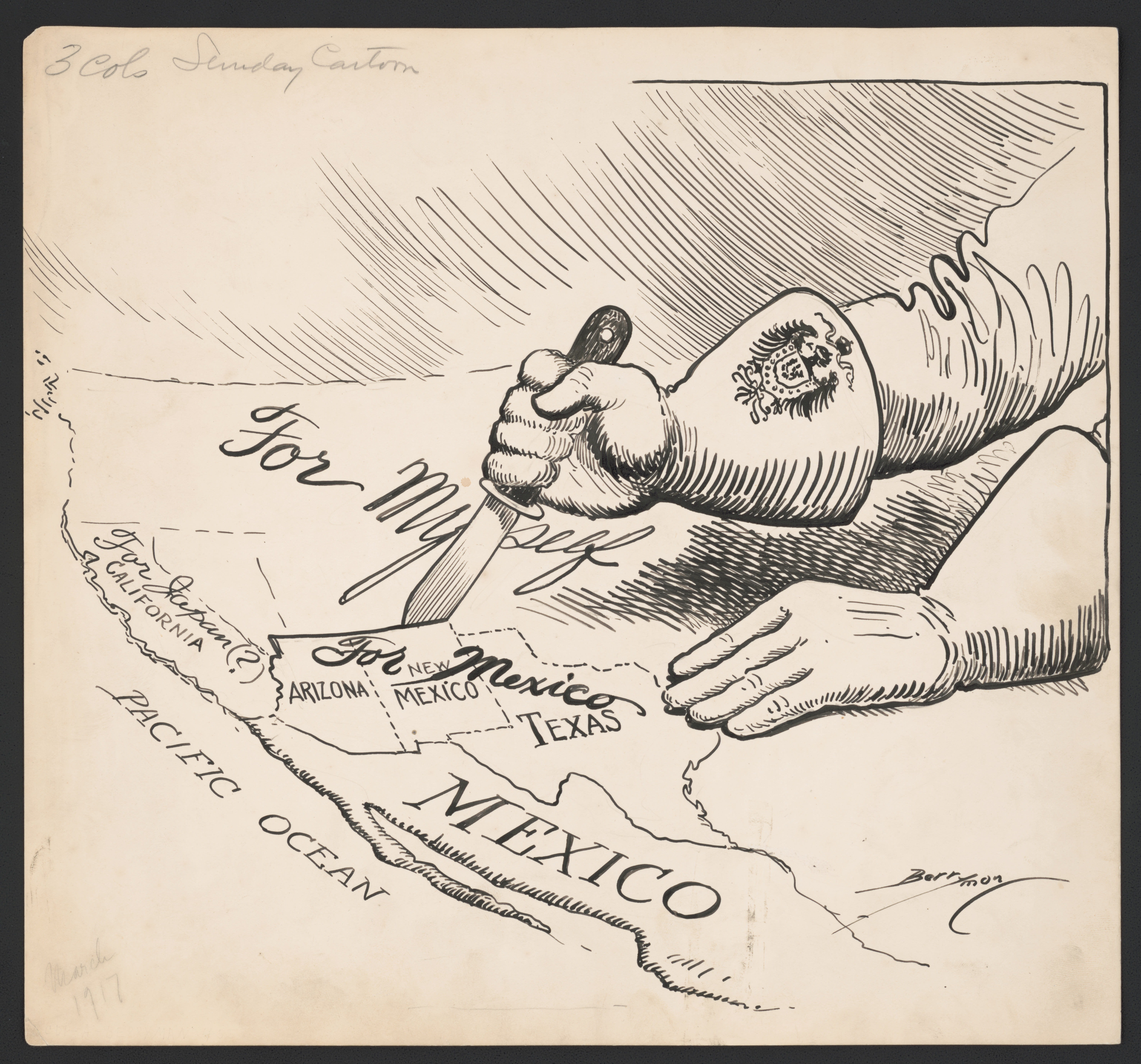
Egy állam Japánnak, három állam Mexikónak, a többi Vilmos császárnak – egy karikatúrarajzoló sajátos értelmezése szerint

A Zimmermann-táviratot és annak német részről való beismerését az amerikai történetírásban gyakran tekintik úgy, mint ami megtörte a közvélemény izolacionista és pacifista érzelmét, különösképpen közép-nyugaton és délen, és hasonlóképp hatott a német származású amerikaiakra. Lansing külügyminiszter ezt a később tényként kezelt megállapítását már március 4-én így megfogalmazta. Az országban jelen volt egy bizonyos mértékű német- illetve mexikói-ellenesség, amit a távirat tovább erősíthetett, viszont az ír és német származású amerikaiak továbbra is elutasították az USA hadba lépésének lehetőségét. A Londonba érkezett jelentések azt mutatják, hogy bár a britek bizakodóak voltak a Zimmermann-távirat nyilvánosságra hozatala után a népesség háborúhoz való viszonyának megváltozásában, ebben azonban hamar csalatkozniuk kellett, mivel a tapasztalataik alapján az amerikaiak nagy többsége nem akarta, hogy hazája belesodródjon a világháborúba (lásd feljebb).
A Zimmermann-táviratnak az USA lakosságára kifejtett hatásáról közvetlen felmérések (közvélemény-kutatások) nem állnak rendelkezésre, de ezek hiányában az Egyesült Államokban elfogadott értékmérőként tekintenek a sajtóban megjelentekre. A sajtótermékek tanúsága szerint Washingtonon kívül az amerikaiak jóval kevesebb jelentőséget tulajdonítottak a táviratnak, mint azt korábban általánosan feltételezték. Mivel a közvéleményt előbb úgy tájékoztatták, hogy a táviratot dekódolt formájában tulajdonították el Mexikóban, az üzenetről széleskörűen úgy vélték, hogy a brit titkosszolgálatok által kifundált koholmányról lehet szó. Ezt a meggyőződést - amit nem csak a pacifisták és a németbarát lobbi osztottak – erősítették a német és mexikói diplomaták néhány háborúellenes amerikai újsággal, főként a Hearst vállalat sajtótermékeivel együtt.
A távirat március 1-ei nyilvánosságra hozatala utáni napon minden újság szalagcímként hozta a hírt, számos lap ezt hadüzenettel felérő lépésként magyarázta. Azonban ezen újságok már a korlátlan tengeralattjáró-háború meghirdetését is hasonlóan kezelték egy hónappal korábban, sőt még ezt megelőzően is a Németországnak küldendő hadüzenetet követelték. Így valójában a Zimmermann-távirat nyilvánosságra hozatala ott erősítette a németellenes érzelmeket, ahol ez eleve jelen volt, de más újságok szerkesztőségében nem hozott fordulatot. Egyes újságok komolytalannak (és ezzel veszélytelennek) ítélték a Mexikónak küldött német szövetségi ajánlatot, mások Németország kétségbeejtő helyzetének bizonyítékát látták benne. Csak néhány német tulajdonú lap vette védelmébe a Zimmermann-távirat miatt Németországot, eleinte némelyik kételkedett annak hitelességében. Az amerikai hadba lépést sürgető újságok szalagcímeként is csak 2-3 napig szerepelt a Zimmermann-távirat, majd hamarosan a kezdőoldalról is eltűnt, egy hét elteltével már alig írtak róla az újságok. A hadba lépést elutasító újságoknál ennél is hamarabb lekerült a téma. A távirattal kapcsolatban készített karikatúrák többnyire cinikusak, olykor humorosak voltak, mivel az amerikaiak számára nyilvánvaló volt, hogy az évek óta polgárháború sújtotta, gyenge hadsereggel és gazdasággal rendelkező Mexikó nem jelent valós fenyegetést az Egyesült Államok számára. A fenyegetőbbnek ható karikatúrák sem érték el azt a szintet, amit a Lusitania elsüllyesztése vagy a Belgiumban elkövetett (állítólagos) tömeges atrocitások után megjelentettek. Április elején a hadüzenet alkalmával csak ritkán hozták összefüggésbe a kialakult helyzettel, aminek az is oka volt, hogy ezt megelőzően is rengeteg Mexikóval kapcsolatos német összeesküvésről cikkezett a sajtó. Ezek alapján a Zimmermann-távirat nem volt képes egységesíteni az amerikai közvéleményt a háborúba való belépés oldalán, noha utólag – Lansing külügyminisztert idézve – ezt így igyekeznek beállítani a mainstream sajtótermékekben. A távirat ezzel együtt is elősegítette az Egyesült Államok háborúba való belépését, ami a kongresszusi szavazásokon dőlt el 1917 áprilisának elején.

Amerikai karikatúrák a német szövetségi ajánlatról
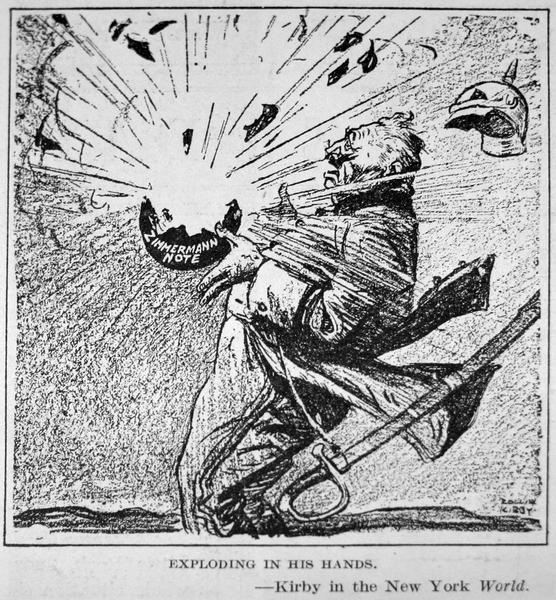
„Kézben robban”
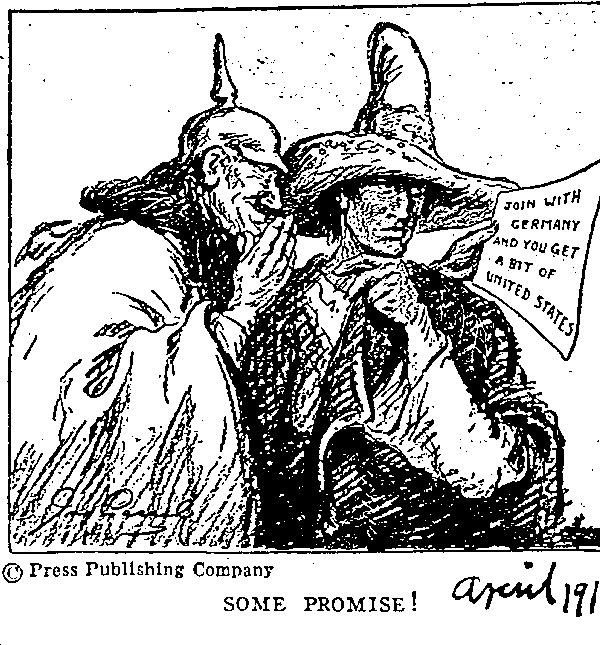
„Némi ígéret”
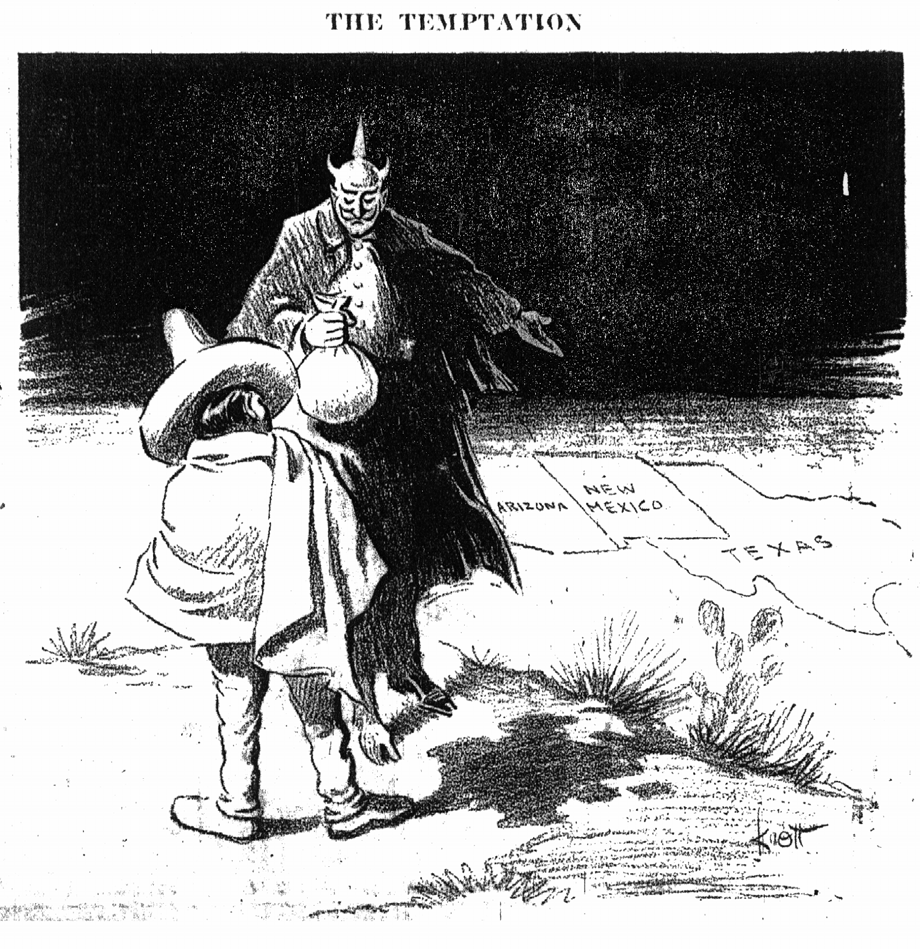
„Kísértés” Dallas Morning Post (1917. március 2.)

### A távirat körüli német belpolitikai viták
Az 1917 januári távirat a Mexikóval szembeni német politikában teljes fordulatot jelentett. Az amerikai sajtóban megjelentekre azonnal reagálva Zimmermann és Kemnitz azt igyekeztek hangsúlyozni, hogy Németország nem kötelezte el magát egy Mexikóval kötendő szövetség iránt és a táviratban említett területek Mexikó általi megszerzésének elismerése sem jelentett jogi kötelezettséget, ezért egész más volt, mint az a támogatás, amiről Németország a Monarchiát, Bulgáriát és Törökországot biztosította a háborús céljaikat illetően. A német külügyminisztérium a nyilvánosságra hozatal másnapján, március 2-án – „nem hivatalos” megjelöléssel a következő sajtóközleményt jelentette meg, melyet a következő napokban az összes német sajtótermék megjelentetett:

„Egy esetleges német szövetségi ajánlat Mexikónak
Berlin, március 2.
Az amerikai sajtóban olyan közlések jelentek meg, melyek a [német] külügyminisztérium mexikói német nagykövetének tett utasításairól szólnak arra az esetre, ha a Németország a korlátlan tengeralattjáró-háború meghirdetése után nem tudná az Egyesült Államokat semlegesnek megtartani. Ezen jelentéseknek a következő tényállás szolgáltat alapot. Miután döntés született a korlátlan tengeralattjáró-háború megkezdéséről ezen év február 1-én, az amerikai kormányzat eddigi politikájára tekintettel számolni kellett az Egyesült Államokkal való konfliktus lehetőségével. Hogy ez a számítás helyes volt, azt a tények bizonyították, mivel az amerikai kormányzat a zárlat alá helyezett területek általunk való bejelentése után csakhamar megszakította a diplomáciai kapcsolatait Németországgal és a többi semleges hatalmat is felszólította az ezen eljáráshoz való csatlakozásra.
 Ezen lehetőségek tükrében a birodalmi vezetésnek nem csak jogában állt, hanem kötelessége volt az Egyesült Államokkal való háborús konfliktus esetére időben gondoskodni arról, hogy egy újabb ellenfél ellenségeinkhez való csatlakozását lehetőség szerint kiegyenlítsük. A mexikói császári követ ezért január közepén azt a megbízást kapta, hogy arra az esetre, ha az Egyesült Államok hadat üzenne, abban az esetben a mexikói kormányzatnak szövetséget ajánljon és ennek a pontos részleteiről megegyezzen. Az utasítás egyébként nyomatékosan kötelezte a követet, hogy semmilyen lépést ne tegyen a mexikói kormányzat felé mielőtt bizonyossá nem válik előtte az amerikai hadüzenet.
 Az, hogy milyen módon szerzett tudomást az amerikai kormányzat a titkos csatornákon Mexikóba küldött utasításról, még nem ismert, azonban úgy tűnik az árulás – melyről itt szó lehet – amerikai területen eshetett meg.”

Zimmermann beismerését az angolszász művekben rendszeresen hatalmas baklövésként kezelik, viszont maga Reginald Hall elismerően nyilatkozott a német külügyminiszter reakciójával kapcsolatban, megállapítva, hogy „egyáltalán nem az a buta lépés volt, mint aminek egyesek gondolták. Azt az utat választotta, ami a véleményem szerint a legbölcsebb irány volt.” Zimmermann ugyanis nem tudhatta, hogy milyen forrásból szerezte be az amerikai sajtó a távirat szövegét és ha tagadta volna az abban foglaltakat, akkor újabb bizonyítékok bevonásával már nem csak az USA elleni szervezkedése derült volna ki, hanem hazugnak is tartották volna. Amennyiben nem kommentálta volna az ügyet, úgy hosszas találgatásoknak adott volna alapot, ami erősítette volna a Németországgal szembeni bizalmatlanságot és külpolitikailag ártott volna.
Zimmermann beismerése a német parlamentben is vitát váltott ki. A Reichstag költségvetési bizottságában is – melyben a parlamenti pártok 28 tagja volt benne – választ vártak egyesek a kérdésre, hogyan lehetett Mexikónak ilyen ajánlatot tenni és amerikai területek megszerzésében támogatásról biztosítani, mikor nyilvánvalóan képtelenség lett volna az ország számára, hogy hadat viseljen az Egyesült Államokkal szemben.
A titkos ülésen Zimmermann a kritikákra adott válaszában elismerte, hogy a mexikóiak képtelenek lennének az USA ellen sikeres háborút folytatni, viszont a szándéka ezzel az volt, hogy távol tartsa az amerikaiakat az európai hadszíntértől. A három tagállamot azért jelölte meg, hogy célt mutasson a mexikóiak számára, amit bár a hadseregük elavultsága miatt nem szerezhettek volna meg, a jól felszerelt irreguláris csapataik itteni rajtaütései jelentős amerikai katonaságot köthettek volna le. Mexikó várható reagálásáról így nyilatkozott:
„Két lehetőséget láttam […], elsőként azt, hogy Mexikó elutasító választ ad, mivel tart az Egyesült Államoktól, ami azonban erősíti a németbarát érzelmeket Mexikóban, vagy, másik lehetőségként Mexikó elfogadja az ajánlatot, mely esetben jelentős méretű amerikai haderő köttetik le a mexikói határ mentén és Németországnak nem kell magára vállalnia semmilyen különleges kötelezettséget.”
Ez a magyarázat világossá tette, hogy Németország nem tervezte komolyan elkötelezni magát Mexikó mellett. A titkos ülésen a szociáldemokrata Dr. Oskar Cohn megjegyezte, hogy Zimmermann „briliáns érvelési lehetőséget adott Wilson kezébe, hogy egységbe vonja az amerikaiakat maga körül.” A későbbiekben, 1918 augusztusában a német külügyminisztérium jelentésében már arról írt, hogy egy amerikai-mexikói konfliktus nem szolgálná Németország érdekeit, ezért fel kell hagyni az ezt célul kitűző politizálással.

#### A német külügyminisztérium belső vizsgálata (Göppert-jelentés)
A német közvélemény körében is megdöbbenést kiváltó diplomáciai fiaskó miatt a külügyminisztérium az eset kivizsgálását rendelte el és március 17-én Dr. Otto Moritz Robert Göppertet állították a vizsgálóbizottság élére, és ennek eredményét őutána nevezik Göppert-jelentésnek. Annak ellenére, hogy az üzenetet 0075-ös majd 13040-es kóddal is továbbították (előbbivel Washingtonba, másodikkal onnan Mexikóvárosba), a német külügyminisztériumnál egészen 1918 februárjáig biztonságosnak ítélték meg a 0075-ös kódot, pedig nyilvánvaló volt, hogy ha a 13040-est fel tudták törni, akkor az alapján a 0075-ösről is sok mindent megtudhattak. Berlin von Eckardtot 1917. március 23-án utasította a 13040-es kódkönyv mellőzésére, miután azt az ellenség számára dekódolhatónak ítélték. A Göppert-jelentés felvetette annak lehetőségét, hogy az amerikaiak rendelkezhetnek vagy a 0075-ös vagy a 13040-es kódkönyvvel, de ennek lehetőségét valószínűtlennek ítélte meg, egyrészt mivel ebben az esetben nem továbbították volna az üzenetet Mexikóba, másrészt mert több hasonlóan kényes információ is az amerikaiak tudomására juthatott volna ebben az esetben, mint például a korlátlan tengeralattjáró meghirdetése és időpontja, vagy az amerikai kikötőkben internált német kereskedelmi hajók tönkretételére való utasítás. A jelentés azzal nem foglalkozott, hogy a britek feltörhették-e ezeket a kódokat. Ezt a lehetőséget von Bernstorff nagykövet Európába visszatérve felvetette, de ez nem lett „népszerű” a német kormányzati körökben. A német külügyminisztérium elutasította annak lehetőségét, hogy a kódjait feltörhették, ezért Eckardtot arra utasította, hogy derítse ki, ki volt az áruló a nagykövetségen. Eckardt visszautasította ezeket a vádakat, ami után a külügyminisztérium felmentette a nagykövetséget.

### A kódfejtési eredmények titokban tartása
A britek már 1915 tavasza óta meg tudták fejteni az amerikai diplomáciai üzeneteket és sokáig titokban tartották, hogy a saját hírszerzésük állt a Zimmermann-távirat megfejtésének hátterében. Olyannyira, hogy Hall 1932-ben a Room 40-nál folytatott munkásságáról szóló beszámolóját az admiralitás nem engedte megjelentetni.
A Room 40-t megalapító Alfred Ewing 1927. december 13-án „Some Special War Work in Room 40” címmel előadást tartott Edinburgh-ban, ami után az admiralitás igyekezett megtiltani, hogy korábbi tagok a Room 40 tevékenységét kommentálják.
A britek a kémkedésüket a háború után is folytatták legfőbb szövetségesük, az Egyesült Államok ellen, még az antant után való hadba lépésüket követően is. Ezzel az amerikaiak is tisztában voltak és volt olyan diplomatájuk, aki emiatt nem is vette igénybe a távirathálózatot a Washingtonnal való kommunikáláshoz. A lehallgatások a háború után is folytatódtak. Egy 1921-es szenátusi meghallgatáson kiderült, hogy a britek minden amerikai távirati kommunikációt lehallgatnak, legyen az kereskedelmi vagy kormányzati. Számos jel utal arra, hogy a második világháború alatt is elfogtak és megfejtettek amerikai üzeneteket. Egy 1982-ben megjelent, az USA második világháború utáni kódfejtési tevékenységével foglalkozó amerikai mű megállapítása szerint a britek „mindmáig folytatják” az amerikai diplomáciai üzenetek lehallgatását.

## A szövetségi ajánlat mexikói illetve japán fogadtatása

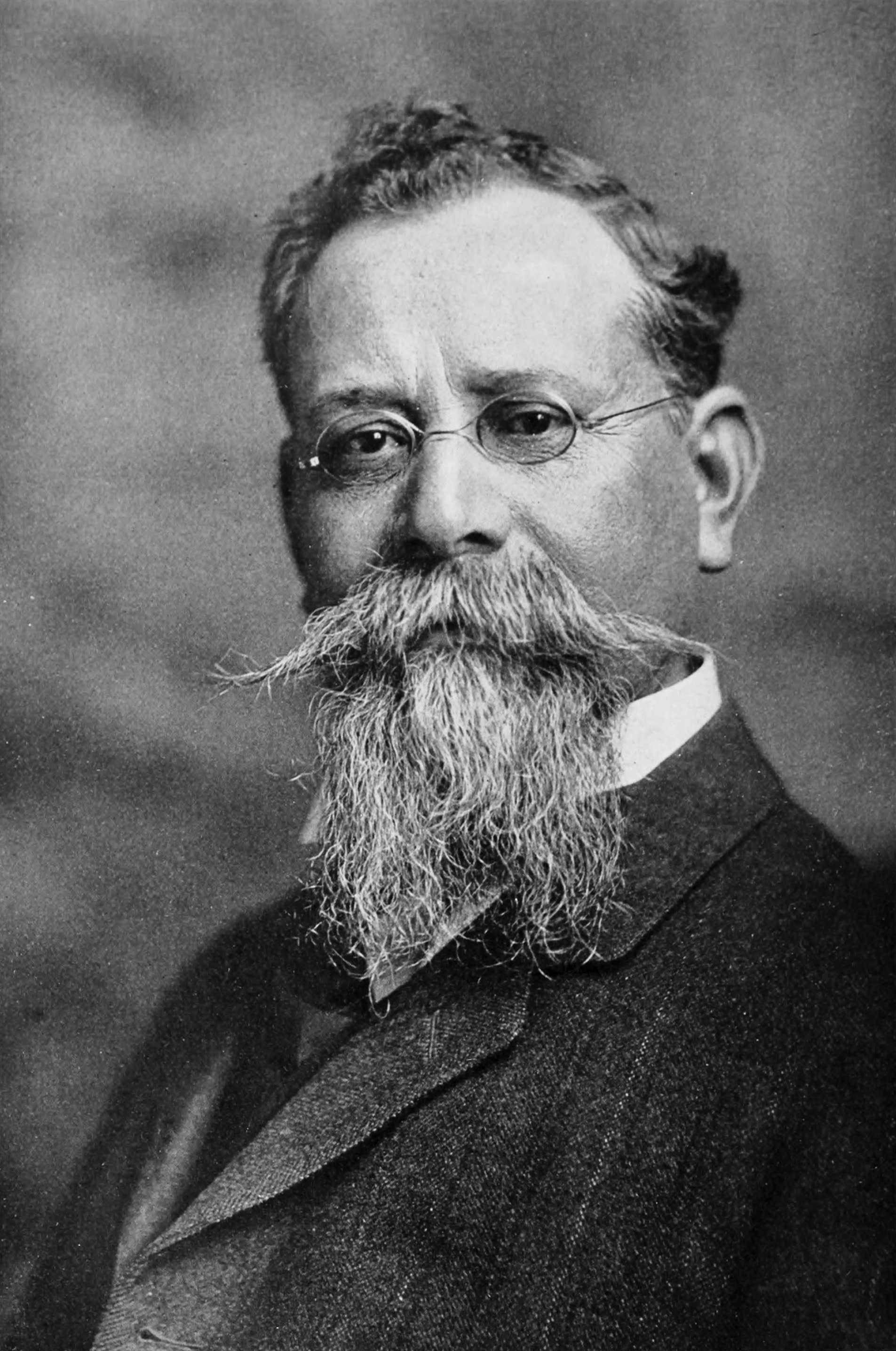
Venustiano Carranza

A történetírásban általánosan a távirat keltette diplomáciai válság mögött háttérbe szorult, hogy a mexikói kormányzat miként reagált a német felvetésre – mely lényegében az emigrációban lévő ellenzéke felvetésén alapult. A mexikói német nagykövet, von Eckardt a Zimmermann-táviratban tett ajánlatot 1917. február 20-án közölte Candido Aguilar Vargas külügyminiszterrel.
Venustiano Carranza mexikói elnök egy katonai bizottságot jelölt ki annak megállapítására, hogy megvalósítható lenne-e a korábban elveszített területek visszaszerzése a németek által javasolt módon. A tábornokok arra a megállapításra jutottak, hogy az nem lenne lehetséges és nem lenne kívánatos vállalkozni erre a következő okok miatt:
- Mexikó épp egy polgárháború közepén van és Carranza elnök pozíciója sem biztos. A hadüzenet lehetőséget kínálna a politikai ellenfeleinek az Egyesült Államokkal való egyezségre a politikai hatalom megszerzése céljából.
- Az Egyesült Államok sokkalta erősebb katonailag Mexikónál. Még ha Mexikó összes haderejét is összevonnák és az lojális is lenne a kormányzathoz, még akkor sem tudna komoly hadjáratot vezetni és háborút nyerni az USA ellen.
- A német kormányzat „nagylelkű pénzügyi támogatásra” tett ígéretei megbízhatatlanok. A német kormányzat már 1916 júniusában arról tájékoztatta Carranzát, hogy nem tud a rendelkezésére bocsátani kellő mennyiségű aranyat egy teljesen független mexikói nemzeti bank felállításához.[101] Még ha Mexikó pénzügyi támogatást is kapna, akkor is fegyvereket, lőszert és ellátmányt kellene vásárolnia az ABC-országoktól, ami megterhelné a velük való viszonyt.
- Még ha valamilyen módon Mexikó győzelmet is tudna aratni az USA elleni konfliktusban, és vissza tudná szerezni a kérdéses területeket, akkor is nagy nehézséget jelentene számára a nagyszámú angol nyelvű lakosság pacifikálása, mely hosszú ideje élvezi az önkormányzatiság adta előnyöket és jobban el van látva lőfegyverekkel, mint a legtöbb polgári lakosság a világon.[100]
- Más külföldi kapcsolatok is veszélybe kerülnének. Az ABC-országok szervezték meg az 1914-es Niagara-vízesésnél megtartott békekonferenciát annak érdekében, hogy megakadályozzák az Egyesült Államok és Mexikó közötti háború kitörését a Veracruz megszállása miatti feszültség okán. Mexikó hadüzenete az Egyesült Államoknak terhére lenne ezen országokkal való kapcsolatára.

Némi megfontolás és a Németországnak küldött amerikai hadüzenet után Carranza elnök április 20-án visszautasította az ajánlatot. A Carranza-kormányzatot az Egyesült Államok de jure elismerte 1917. augusztus 31-én a Zimmermann-távirat egyenes következményeként, hogy ezzel is biztosítsa Mexikó semlegességét a háborúban. Veracruz 1914-es amerikai megszállása után Mexikó nem vett részt újabb Egyesült Államok elleni katonai összecsapásban a világháború ideje alatt. Ez által bizonyossá vált, hogy az USA számára a legjobb kimenetel Mexikó ügyében annak semlegességének megtartása volt, még ha ez azzal is járt, hogy az országban lévő német vállalatok továbbra is folytathatták tevékenységüket.
A Zimmermann-táviratban megemlített Japán kormányzata már 1914 augusztusától hadban állt Németországgal. A japán kormányzat később kiadott egy nyilatkozatot, melyben közölték, hogy nem áll érdekükben oldalt váltani és megtámadni az Egyesült Államokat.
Az USA további Mexikó-politikája
Wilson újabb katonai hadműveleteket tervezett Mexikó ellen, melyeket 1917-ben és 1918-ban kellett végrehajtani Veracruz és Tampico ellen, hogy „pacifikálja” a tehuantepeci földszorost és Tampicót, hogy az itteni olajmezők kitermelését biztosítsa a mexikói polgárháború ideje alatt is, de ezúttal Venustiano Carranza mexikói elnök az olajkutak megsemmisítését helyezte kilátásba arra az esetre, ha az amerikai tengerészgyalogosok partra szállnának itt, ez pedig elriasztotta az amerikaiakat a további agressziótól.

## Emlékezete

### Hagyományos megközelítése
A második világháború után a Wilsonnal szembeni kritikák alábbhagytak és – az újabb világháború hatására – a történészek nagyobb kritikával kezdték kezelni a Császári Németország diplomáciáját az első háborúban, és ebben a Zimmermann-táviratnak különösen nagy figyelmet szántak. Samuel Spencer 1953-ben azt írta, hogy „a császár ugyanazt politikai-katonai behatolást alkalmazta volna, mint tette azt Hitler”, emiatt pedig Wilson döntése teljesen igazolható.
1958-ban Barbara Tuchman megírta azt a könyvet, ami a legnagyobb hatású volt a Zimmermann-távirat megítélésében az ezredfordulóig. Tuchman azt vezette le, hogy Németország hosszú ideje agresszív politikát folytatott Mexikóban az Egyesült Államok ellen, a Zimmermann-távirat pedig ennek a politikának a példája volt, ami pedig Wilson hadba lépés melletti döntésének fő, és igazolható oka volt. Bár egyes történészek hangot adtak azon véleményüknek, hogy Tuchman eltúlozza a távirat jelentőségét, ő és a tézisét támogató Friedrich Katz továbbra is nagy hatással voltak sok más történészre.
Friedrich Katz több művében is azt állította, hogy Németország a századfordulótól kezdve imperialista célokat tűzött ki maga elé Mexikóval kapcsolatban, 1914 augusztusától pedig „erőteljesen igyekezett kiprovokálni egy mexikói-amerikai háborút”, hogy ezzel az USA figyelmét elterelje Európáról. Katz szerint Németország már a háború előtt is USA-ellenes politikát folytatott, amire példaként az 1914-es Ypiranga-incidenst hozta fel, mikor egy német kereskedelmi hajó fegyvereket szállított Mexikóba az egyik polgárháborús fél támogatására az amerikai ellenkezés ellenére is. Katz értelmezése szerint a részben sikeres német provokációk következménye volt, hogy Wilson elrendelte Veracruz megszállását az Ypiranga-incidens után. Lee Stacy megállapítása szerint az okkupáció döntő tényezőnek bizonyult Mexikó első világháborúból való kimaradásának. Katz az Egyesült Államok területén a hadianyaggyárak és az antantnak küldendő szállítmányok elleni német szabotázsakciókban (pl.: Black Tom robbanás is Németország Egyesült Államok elleni fellépését véli felfedezni. Szerinte Franz von Rintelen, a Császári Haditengerészet hírszerző tisztje 1915-ben is próbált háborút szítani a két amerikai állam között, mikor Victoriano Huerta mexikói elnöknek 12 millió dollárt adott erre a célra. A célja ennek az lett volna, hogy Mexikó lekösse az amerikai erőket és csökkentse a fegyverexportját az antant felé.

### Újabb kutatások
Tuchman és Katz a táviratot kizárólag a három érintett ország diplomáciai kapcsolataként értelmezték, a tudományos világból érkező kritikák szerint azonban a táviratot szélesebb politikai kontextusban érdemesebb vizsgálni. Martin Nassua meglátása szerint a távirat legalább volt annyira a német polgári és katonai vezetés belpolitikai küzdelmének eredménye a háború folytatásának módját illetően, mint a német befolyás nyugati féltekére való kiterjesztésére tett kísérlet.
Joachim von zur Gathen megállapítása szerint Zimmermann-távirat mindig is nagy jelentőséggel bírt az első világháborús amerikai történetírásban, ellenben a német történetírásban annál kisebb szerepet kapott. A német történész szerint ennek oka az lehet, hogy míg előbbiben gonosz és erkölcstelen cselszövésnek láttatják, addig a másik oldalon egy háború idején tett legális, azonban ostoba lépésnek tartják. A német diplomácia – akárcsak az antant-országokéi – igyekezett minél több szövetségesre szert tenni és igyekezett felkészülni arra az esetre, ha az USA belépne a háborúba. Azt a részletet, hogy a német ajánlat csak az USA hadba lépése esetére vonatkozott, sok felháborodott amerikai olvasó már figyelmen kívül hagyta. Ezentúl számos médium szándékosan félrefordítva közölte le a távirat tartalmát. Míg a német szöveg nem garantálja Mexikó számára a három állam (ill. azok egyes részeinek) visszacsatolását, hanem „megértést tanúsít” ehhez (Einverständnis unsererseits, daß Mexiko … zurückerobert) – azaz esetleges mexikói visszacsatolásokat az említett államok területeiből egy békerendezés esetén jóváhagyott (angol: consent) volna, addig ezt számos a témában született angolszász mű már „megegyezésként” (understanding) kezeli és még az Encyclopædia Britannica 1973-as kiadásában is ez a csúsztatás volt fellelhető. A brit nemzeti archívum kormányzati oldalán (nationalarchives.gov.uk) egyenesen az szerepelt, hogy „Mexikót Új-Mexikó, Texas és Arizona visszacsatolásával jutalmaznák” a németek hadba lépésük esetén.
Von zur Gathen itt felhívja a figyelmet arra, hogy az antant is nagyon lazán kezelte a területi integritás kérdését és már 1915. április 30-án Lansing külügyminiszter tájékoztatta arról Wilson elnököt, hogy Nagy-Britannia, Franciaország és Oroszország olyan ajánlatot tett Olaszországnak, miszerint Ausztria-Magyarországból nagy területeket fog megkapni, ha egy hónapon belül hadba lép az oldalukon. Hasonlóan területi nyereségek ígéretével vonták be Romániát a háborúba, mely országot történetesen magyar területek elcsatolásával jutalmaztak a hadba lépéséért.
A Zimmermann-táviratot az amerikai művek gyakran az USA háborúba való belépésének jogossága körüli vita részeként kezelik. Wilson elnök állítása szerint a „világ biztonságosabbá tétele a demokrácia számára” volt a hadba lépés célja 1917-ben. A két világháború közötti években – látva az amerikai rendezési tervek kudarcát a Párizs környéki békeszerződések során – számos történész élesen elítélte Wilsont a hadba lépés miatt azzal érvelve, hogy a háborúban semmilyen jelentős amerikai érdek nem forgott kockán, mégis amerikai katonák veszítették életüket Európában bármiféle kézzelfogható eredmény elérése nélkül. A Wilsont bírálattal illető történészek, az ún. „revizionisták” (pl. Walter Millis, Horace Peterson, Charles Transill) szerint a Zimmermann-távirat a brit propaganda húzása volt, amit ügyesen használtak fel az USA bevonására a háborúba.
A Zimmermann-távirat Egyesült Államokban való fogadtatásáról túlnyomórészt a Wilson elnökre tett hatása volt kitárgyalva, ami mögött az ország lakosságára tett hatása háttérbe szorult. Hagyományosan az volt a feltételezés, hogy a távirat nyilvánosságra hozatala nagy benyomással volt az amerikai közvéleményre, mivel az felkészítette az országot a háborúra, de ennek alátámasztására vagy cáfolatára nem készült még tudományos kutatás. A brit haditengerészeti hírszerzés szerepe, mint a hivatalos politikától független tényező sem volt sokáig ismert. A német és amerikai külügyminisztériumok iratai voltak a fő forrásai a témával foglalkozó írásoknak, de újabban – a 2000-es évek elejétől – jelentős mennyiségű elsődleges forrás került elő, köztük Hans Arthur von Kemnitz iratai, brit hírszerzési dokumentumok, és ez idáig titkosított amerikai iratok, mely a londoni nagykövetségnek a távirattal kapcsolatos tevékenységével foglalkoznak.

## Egyéb

### Kézírásos példány megtalálása
Miután az incidens számos titkos dokumentumát megsemmisítették, sokáig azt feltételezték, hogy a távirat eredeti gépelt feltört példánya örökre elveszett. 2005 októberében azonban arról érkezett hír, hogy a Zimmermann-távirat egy gépelt kéziratára bukkant nem sokkal korábban egy meg nem nevezett történész, aki az Egyesült Királyság Kormányzati Kommunikációs Főhadiszállásának (Government Communications Headquarters, röviden: GCHQ) történetét kutatta és készült róla publikálni. Erről a dokumentumról feltételezik, hogy ezt mutatták meg a londoni amerikai nagykövetnek 1917-ben. Hall tengernagy kézírásával a következő szerepel az irat tetején:
„Ez a példány került átadásra Dr. Page-nek és ez az, amit az elnöknek bemutatott.”

### Érdekesség
Ian Fleming, a James Bond könyvek írója, aki a második világháború alatt maga is a brit haditengerészet hírszerzője volt, a regényhősének a 007-es ügynök megnevezést a Room 40 által feltört német 0075-ös kódból merítette, melynek feltörése a hírszerző berkekben az ő idejében is legendás tettnek számított. Mivel ezt túl hosszúnak találta, elhagyta a végéről az 5-ös számot.

## Fordítás
- Ez a szócikk részben vagy egészben  a   Zimmermann Telegram című angol Wikipédia-szócikk ezen változatának fordításán alapul.  Az eredeti cikk szerkesztőit annak laptörténete sorolja fel. Ez a jelzés csupán a megfogalmazás eredetét és a szerzői jogokat jelzi, nem szolgál a cikkben szereplő információk forrásmegjelöléseként.
- Ez a szócikk részben vagy egészben  a   Zimmermann-Depesche című német Wikipédia-szócikk ezen változatának fordításán alapul.  Az eredeti cikk szerkesztőit annak laptörténete sorolja fel. Ez a jelzés csupán a megfogalmazás eredetét és a szerzői jogokat jelzi, nem szolgál a cikkben szereplő információk forrásmegjelöléseként.